# كأس العالم 2006
بطولة كأس العالم لكرة القدم 2006 هي البطولة الثامنة عشر لبطولة كأس العالم لكرة القدم التي ينظمها الاتحاد الدولي لكرة القدم بصورة دورية كل أربع سنوات، استضافت ألمانيا البطولة للمرة الثانية في تاريخها بعد استضافة ألمانيا الغربية بطولة 1974، أقيمت هذه البطولة في 9 يونيو 2006 واستمرت إلى 9 يوليو 2006 بمشاركة 32 منتخباً وطنياً بينهم دولتين عربيتين هما تونس والسعودية وكان هناك دول وصلت لأول مرة إلى نهائيات البطولة وهي: أنغولا، ساحل العاج، غانا، توغو، ترينيداد وتوباغو، أوكرانيا، الجمهورية التشيكية وصربيا والجبل الأسود، أقيمت المباريات على 12 ملعب في 12 مدينة ألمانية.
استطاعت 4 منتخبات أوروبية منذ بطولة 1982 الوصول للمربع الذهبي، في 9 يوليو 2006 وبعد نهائي مثير في أحداثه ونتيجته، توج منتخب إيطاليا بطلا لمونديال 2006 للمرة الرابعة في تاريخها الكروي بعد تغلبه على نظيره الفرنسي بركلات الترجيح 5–3 اثر انتهاء الوقتين الأصلي والإضافي بالتعادل 1–1 على ملعب برلين الأولمبي والتي شهدت نهاية مؤسفة للنجم زين الدين زيدان حيث دفع برأسه في صدر المدافع الإيطالي ماركو ماتيراتسي قبل انتهاء المباراة بأربعة دقائق ليخرج الحكم البطاقة الحمراء في وجه زيدان، كما استطاع منتخب ألمانيا حصد المركز الثالث بعد فوزه على البرتغال 3–1، بفوز إيطاليا بالبطولة جعلها تتأهل مباشرة لكأس القارات 2009.
اعتبرت كأس العالم 2006 كواحدة من الأحداث الأكثر مشاهدة في تاريخ التلفزيون، حيث حظيت على مدار البطولة بما يقدر بـ 26,29 مليار مشاهدة غير متكررة، واجتذبت المباراة النهائية بنحو 715.1 مليون شخص حول العالم، لتحتل بذلك المرتبة الرابعة في البطولات الأكثر مشاهدة بعد 1994 و 2002 و 1990.

## نيل الاستضافة
فازت ألمانيا بشرف تنظيم كاس العالم 2006 في تصويت أجري في يوليو 2000 بزيورخ، سويسرا، المنافسة كانت بعد انسحاب البرازيل بين أربعة بلدان وهي ألمانيا، جنوب أفريقيا، إنجلترا والمغرب. أقميت ثلاث جولات وفي كل جولة يتم إقصاء البلد الذي حصل على أدنى نسبة من الترشيحات. أقيمت الجولة الثالثة والأخيرة في 7 يوليو وفازت ألمانيا بهذه الاستضافة بعد منافسة شديدة من جنوب أفريقيا، لتعود البطولة مجدداً إلى القارة الأوروبية بعد أن أقيمت خارجها عام 2002.
و جائت نتائج التصويت كالتالي:
| نتائج التصويت | نتائج التصويت | نتائج التصويت | نتائج التصويت |
| الدولة        | الجولة 1      | الجولة 2      | الجولة 3      |
| ------------- | ------------- | ------------- | ------------- |
| ألمانيا       | 10            | 11            | 12            |
| جنوب أفريقيا  | 6             | 11            | 11            |
| إنجلترا       | 5             | 2             | -             |
| المغرب        | 3             | -             | -             |

كانت نتائج التصويت بفوز ألمانيا بالتنظيم محل نقد وتشكيك على نطاق واسع، حيث نشرت بعض المصادر الصحفية أنه قبل ليلة من التصويت قامت مجلة ألمانية ساخرة بإرسال هدايا إلى ممثلين الفيفا ليقفوا بجانب ألمانيا في الترشيح، وأثيرت بعض الأقاويل عن وجود رشوة وطالبوا بفتح باب المطالبة بإعادة التصويت، إلا أن الفيفا وصفت موضوع الرشوة بأنه مجرد مزحة.
كان مندوب أوقيانوسيا تشارلز ديمبسي الذي كان قد وعد بدعم جنوب أفريقيا، كذلك كان الاتحاد الأسترالي لكرة القدم وعدت بمنح صوتها لجنوب أفريقيا بعد خروج إنجلترا من التصويت، إلا أن المندوب الأسترالي قد امتنع عن التصويت بغرابة شديدة، وعلّل هذا إلى «ضغوط لا تطاق» مورست عليه عشية التصويت، وهو ما جعله يتعرض لاحقاً لتهديدات بالقتل، كان صوت ديمبسي يفترض أنه سيجعل التصويت ينتهي بالتعادل (12 صوتاً لكل بلد) مما سيؤدي إلى إعادة التصويت مرة أخرى، ورغم إثارة هذا الموضوع في وسائل الإعلام إلا أن جنوب إفريقيا أعلنت رسمياً قبول النتيجة وقالت أنها لن تطلب فتح تحقيق في هذا الشأن، وكان رئيس الاتحاد الدولي لكرة القدم جوزيف بلاتر يفضل القارة السمراء، ونتيجة لما أثير عن التصويت أعلن أن بطولة 2010 سوف تكون في قارة أفريقيا فقط، كما أعلنت الفيفا لاحقاً عن نظام تدوير البطولة عبر القارات بحيث يتم تنظيم كل بطولة قادمة في قارة مختلفة.

## الملاعب المستضيفة
أقيمت البطولة على 12 ملعب في أكثر مدينة ألمانية، شهد ملعب أليانز أرينا مباراة الافتتاح، وشهد الملعب الأولمبي في برلين المباراة النهائية، وفيما يلي قائمة ملاعب البطولة والمدن:
| برلين                                                 | دورتموند | ميونخ | شتوتغارت                                              |
| ----------------------------------------------------- | --- | --- | ----------------------------------------------------- |
| الملعب الأولمبي                                       | سيغنال إيدونا بارك | أليانز أرينا | مرسيدس بنز أرينا                                      |
| 52°30′53″N 13°14′22″E / 52.51472°N 13.23944°E         | 51°29′33.25″N 7°27′6.63″E / 51.4925694°N 7.4518417°E                                                                        | 48°13′7.59″N 11°37′29.11″E / 48.2187750°N 11.6247528°E                                                                      | 48°47′32.17″N 9°13′55.31″E / 48.7922694°N 9.2320306°E |
| السعة: 72,000                                         | السعة: 65,000 | السعة: 66,000 | السعة: 52,000                                         |
|                                                       | | |                                                       |
| غلزنكيرشن                                             | برلين دورتموند ميونخ شتوتغارت غلزنكيرشن هامبورغ فرانكفورت كولن هانوفر لايبزيغ كايزرسلاوترن نورنبرغكأس العالم 2006 (Germany) | برلين دورتموند ميونخ شتوتغارت غلزنكيرشن هامبورغ فرانكفورت كولن هانوفر لايبزيغ كايزرسلاوترن نورنبرغكأس العالم 2006 (Germany) | هامبورغ                                               |
| فيلتينس أرينا                                         | برلين دورتموند ميونخ شتوتغارت غلزنكيرشن هامبورغ فرانكفورت كولن هانوفر لايبزيغ كايزرسلاوترن نورنبرغكأس العالم 2006 (Germany) | برلين دورتموند ميونخ شتوتغارت غلزنكيرشن هامبورغ فرانكفورت كولن هانوفر لايبزيغ كايزرسلاوترن نورنبرغكأس العالم 2006 (Germany) | ملعب فولكسبارك                                        |
| 51°33′16.21″N 7°4′3.32″E / 51.5545028°N 7.0675889°E   | برلين دورتموند ميونخ شتوتغارت غلزنكيرشن هامبورغ فرانكفورت كولن هانوفر لايبزيغ كايزرسلاوترن نورنبرغكأس العالم 2006 (Germany) | برلين دورتموند ميونخ شتوتغارت غلزنكيرشن هامبورغ فرانكفورت كولن هانوفر لايبزيغ كايزرسلاوترن نورنبرغكأس العالم 2006 (Germany) | 53°35′13.77″N 9°53′55.02″E / 53.5871583°N 9.8986167°E |
| السعة: 52,000                                         | برلين دورتموند ميونخ شتوتغارت غلزنكيرشن هامبورغ فرانكفورت كولن هانوفر لايبزيغ كايزرسلاوترن نورنبرغكأس العالم 2006 (Germany) | برلين دورتموند ميونخ شتوتغارت غلزنكيرشن هامبورغ فرانكفورت كولن هانوفر لايبزيغ كايزرسلاوترن نورنبرغكأس العالم 2006 (Germany) | السعة: 50,000                                         |
|                                                       | برلين دورتموند ميونخ شتوتغارت غلزنكيرشن هامبورغ فرانكفورت كولن هانوفر لايبزيغ كايزرسلاوترن نورنبرغكأس العالم 2006 (Germany) | برلين دورتموند ميونخ شتوتغارت غلزنكيرشن هامبورغ فرانكفورت كولن هانوفر لايبزيغ كايزرسلاوترن نورنبرغكأس العالم 2006 (Germany) |                                                       |
| فرانكفورت                                             | برلين دورتموند ميونخ شتوتغارت غلزنكيرشن هامبورغ فرانكفورت كولن هانوفر لايبزيغ كايزرسلاوترن نورنبرغكأس العالم 2006 (Germany) | برلين دورتموند ميونخ شتوتغارت غلزنكيرشن هامبورغ فرانكفورت كولن هانوفر لايبزيغ كايزرسلاوترن نورنبرغكأس العالم 2006 (Germany) | كولن                                                  |
| كومرزبانك أرينا                                       | برلين دورتموند ميونخ شتوتغارت غلزنكيرشن هامبورغ فرانكفورت كولن هانوفر لايبزيغ كايزرسلاوترن نورنبرغكأس العالم 2006 (Germany) | برلين دورتموند ميونخ شتوتغارت غلزنكيرشن هامبورغ فرانكفورت كولن هانوفر لايبزيغ كايزرسلاوترن نورنبرغكأس العالم 2006 (Germany) | ملعب راين إنرجي                                       |
| 50°4′6.86″N 8°38′43.65″E / 50.0685722°N 8.6454583°E   | برلين دورتموند ميونخ شتوتغارت غلزنكيرشن هامبورغ فرانكفورت كولن هانوفر لايبزيغ كايزرسلاوترن نورنبرغكأس العالم 2006 (Germany) | برلين دورتموند ميونخ شتوتغارت غلزنكيرشن هامبورغ فرانكفورت كولن هانوفر لايبزيغ كايزرسلاوترن نورنبرغكأس العالم 2006 (Germany) | 50°56′0.59″N 6°52′29.99″E / 50.9334972°N 6.8749972°E  |
| السعة: 48,000                                         | برلين دورتموند ميونخ شتوتغارت غلزنكيرشن هامبورغ فرانكفورت كولن هانوفر لايبزيغ كايزرسلاوترن نورنبرغكأس العالم 2006 (Germany) | برلين دورتموند ميونخ شتوتغارت غلزنكيرشن هامبورغ فرانكفورت كولن هانوفر لايبزيغ كايزرسلاوترن نورنبرغكأس العالم 2006 (Germany) | السعة: 45,000                                         |
|                                                       | برلين دورتموند ميونخ شتوتغارت غلزنكيرشن هامبورغ فرانكفورت كولن هانوفر لايبزيغ كايزرسلاوترن نورنبرغكأس العالم 2006 (Germany) | برلين دورتموند ميونخ شتوتغارت غلزنكيرشن هامبورغ فرانكفورت كولن هانوفر لايبزيغ كايزرسلاوترن نورنبرغكأس العالم 2006 (Germany) |                                                       |
| هانوفر                                                | لايبزيغ | كايزرسلاوترن | نورنبرغ                                               |
| أي دبليو دي-أرينا                                     | الملعب المركزي | ملعب فريتز والتر | ملعب نورنبرغ                                          |
| 52°21′36.24″N 9°43′52.31″E / 52.3600667°N 9.7311972°E | 51°20′44.86″N 12°20′53.59″E / 51.3457944°N 12.3482194°E                                                                     | 49°26′4.96″N 7°46′35.24″E / 49.4347111°N 7.7764556°E                                                                        | 49°25′34″N 11°7′33″E / 49.42611°N 11.12583°E          |
| السعة: 43,000                                         | السعة: 43,000 | السعة: 46,000 | السعة: 41,000                                         |
|                                                       | | |                                                       |

## التصفيات

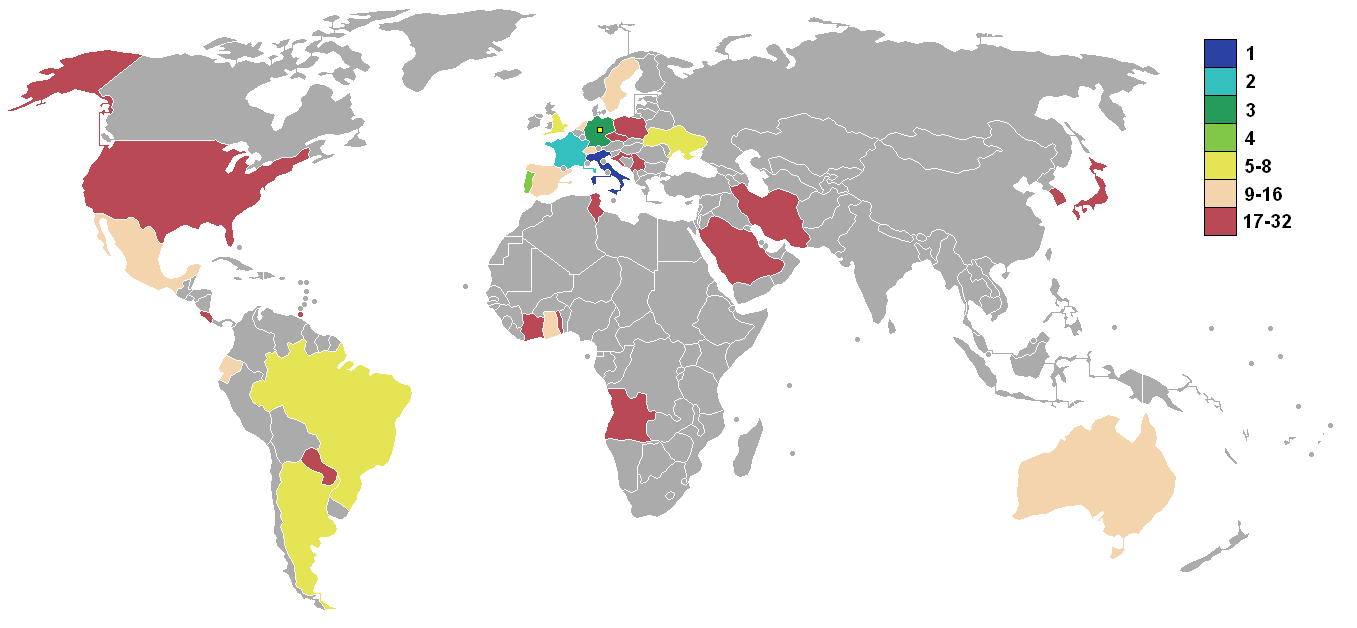
الدول المتأهلة لكأس العالم 2006

198 منتخباً يحاول التأهل إلى نهائيات كأس العالم ألمانيا البلد المستضيف، و 31 مقعد مونديالي آخر مقسمين على قارات العالم، وكانت هذه هي البطولة الأولى التي لم يُمنح الفائز بالبطولة السابقة مقعداً في هذه البطولة.
حيث توزعت المقاعد على الشكل التالي: 13 مقعداً أوروبياً تتنافس عليه الدول الأوروبية، 5 مقاعد للدول الأفريقية، 4 لمنتخبات أمريكا الجنوبية، 4 لمنتخبات آسيا وثلاث مقاعد لمنتخبات دول الكونكاكاف (دول أمريكا الشمالية، الوسطى والكاريبي)، والمقعدين المتبقيين قررت أن تعطي لمباراتين فاصلتين بين دولتين من الاتحاد الآسيوي والكونكاكاف، والمقعد الآخر يتنافس عليه دولتين من أمريكا الجنوبية وأوقيانوسيا.
تأهل ثمان منتخبات لأول مرة لكأس العالم وهم: أنغولا، ساحل العاج، التشيك، توغو، غانا، ترينداد وتوباغو، أوكرانيا وصربيا والجبل الأسود.
مع تمثيل أوكرانيا والتشيك لأول مرة كدولتين مستقلتين، ولكن سبق أن لعبوا في كأس العالم، حيث مثلت أوكرانيا مع الاتحاد السوفييتي، والتشيك مع تشيكوسلوفاكيا، بينما دخلت صربيا والجبل الأسود المنافسات من قبل تحت اسم يوغوسلافيا عام 1998 كما كانت تشكل الفريق الأساسي لمنتخب يوغوسلافيا منذ 1930 وحتى 1990. وكانت هذه البطولة هي الأولى منذ بطولة 1982 التي يتمثل فيها الاتحادات القارية الستة.

### المنتخبات المشاركة بالبطولة
المنتخبات ال32 التالية، الظاهرة مع التصنيف النهائي قبل البطولة، تأهلت للبطولة النهائية:

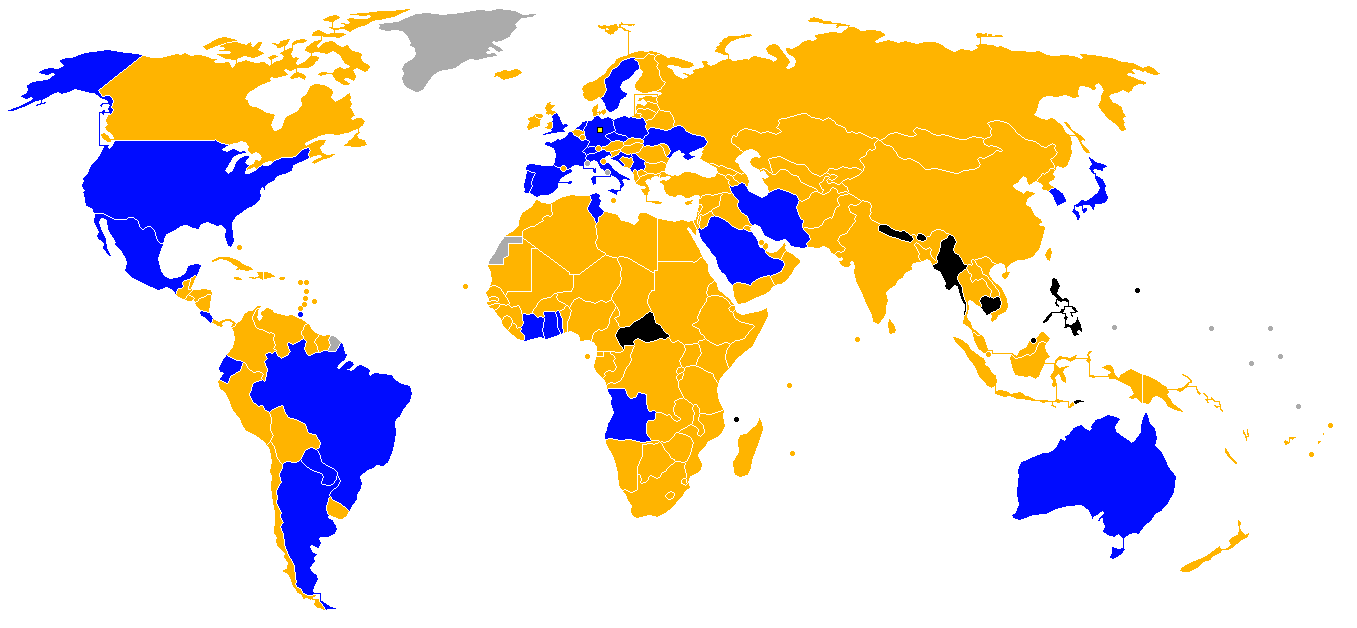
دول تأهلت لكأس العالم
دول فشلت في التأهل
دول لم تشارك في تصفيات كأس العالم
دول ليست عضوة في الفيفا

| من آسيا (4) - إيران (23) - اليابان (18) - السعودية (34) - كوريا الجنوبية (29) من أفريقيا (5) - أنغولا (57) - ساحل العاج (32) - غانا (48) - توغو (61) - تونس (21) من أوقيانوسيا (1) - أستراليا (42) | من أمريكا الشمالية (4) - كوستاريكا (26) - المكسيك (4) - ترينيداد وتوباغو (47) - الولايات المتحدة (5) من أمريكا الجنوبية (4) - الأرجنتين (9) - البرازيل (1) - الإكوادور (39) - باراغواي (33) | من أوروبا (14) - كرواتيا (23) - جمهورية التشيك (2) - إنجلترا (10) - فرنسا (8) - ألمانيا (19) (المضيف) - إيطاليا (13) - هولندا (3) - بولندا (29) - البرتغال (7) - صربيا والجبل الأسود (44) - إسبانيا (5) - السويد (16) - سويسرا (35) - أوكرانيا (45) |  |  |

## القرعة
تم إجراء قرعة كاس العالم في يوم 6 ديسمبر 2005 بألمانيا، وتم اختيار المنتخبات التي ستكون على رأس كل مجموعة وفقاً لتصنيف الفيفا في شهر ديسمبر 2005 وتم وضعهم في وعاء A، بينما كان الوعاء B لجميع منتخبات قارة أفريقيا وأمريكا الجنوبية وأقويانوسيا، وكان الوعاء C لمنتخبات أوروبا باستنثاء صربيا والجبل الأسود، ثم الوعاء D لمنتخبات آسيا وأمريكا الشمالية والوسطى، وتم عمل وعاء خاص لمنتخب صربيا والجبل الأسود وذلك لضمان عدم وقوع 3 منتخبات من قارة واحدة في نفس المجموعة.
تم وضع البلد المضيف ألمانيا على رأس المجموعة أ وتم وضع منتخب البرازيل حامل اللقب وقتها على رأس المجموعة ب وذلك لضمان عدم تلاقي الفريقين معاً خلال دور الثمانية، وتم إجراء القرعة بداية من الوعاء الخاص (الذي به صربيا والجبل الأسود) والتي وقعت في المجموعة ج مع كلاً من الأرجنتين وهولندا وكوت ديفوار والتي تم اعتبارها "مجموعة الموت".
| الفريق    | النقاط | التصنيف |
| --------- | ------ | ------- |
| ألمانيا   | 49.3   | 4       |
| البرازيل  | 63.7   | 1       |
| إنجلترا   | 50.7   | 2       |
| إسبانيا   | 50.0   | 3       |
| المكسيك   | 47.3   | 5       |
| فرنسا     | 46.0   | 6       |
| إيطاليا   | 44.3   | 7       |
| الأرجنتين | 44.0   | 8       |

| الفريق     | النقاط | التصنيف |
| ---------- | ------ | ------- |
| باراغواي   | 31.3   | 15      |
| تونس       | 19.0   | 22      |
| الإكوادور  | 16.0   | 23      |
| ساحل العاج | 7.0    | 27      |
| أستراليا   | 4.3    | 28      |
| غانا       | 3.3    | 30      |
| أنغولا     | 2.0    | 31      |
| توغو       | 1.3    | 32      |

| الفريق         | النقاط | التصنيف |
| -------------- | ------ | ------- |
| هولندا         | 38.3   | 10      |
| السويد         | 33.7   | 13      |
| كرواتيا        | 33.0   | 14      |
| جمهورية التشيك | 29.0   | 16      |
| البرتغال       | 28.7   | 17      |
| بولندا         | 20.3   | 20      |
| سويسرا         | 8.7    | 25      |
| أوكرانيا       | 7.0    | 26      |

| الفريق           | النقاط | التصنيف |
| ---------------- | ------ | ------- |
| الولايات المتحدة | 42.7   | 9       |
| كوريا الجنوبية   | 37.3   | 11      |
| اليابان          | 36.0   | 12      |
| كوستاريكا        | 22.7   | 18      |
| السعودية         | 20.7   | 19      |
| إيران            | 19.3   | 21      |
| ترينيداد وتوباغو | 4.3    | 29      |

| الفريق              | النقاط | التصنيف |
| ------------------- | ------ | ------- |
| صربيا والجبل الأسود | 15.7   | 24      |

#### نتيجة القرعة
أسفرت القرعة على النحو التالي:
| المرتبة | المنتخب   |
| ------- | --------- |
| 1       | ألمانيا   |
| 2       | الإكوادور |
| 3       | بولندا    |
| 4       | كوستاريكا |

| المرتبة | المنتخب          |
| ------- | ---------------- |
| 1       | إنجلترا          |
| 2       | باراغواي         |
| 3       | السويد           |
| 4       | ترينيداد وتوباغو |

| المرتبة | المنتخب             |
| ------- | ------------------- |
| 1       | الأرجنتين           |
| 2       | ساحل العاج          |
| 3       | هولندا              |
| 4       | صربيا والجبل الأسود |

| المرتبة | المنتخب  |
| ------- | -------- |
| 1       | المكسيك  |
| 2       | أنغولا   |
| 3       | البرتغال |
| 4       | إيران    |

| المرتبة | المنتخب          |
| ------- | ---------------- |
| 1       | إيطاليا          |
| 2       | غانا             |
| 3       | جمهورية التشيك   |
| 4       | الولايات المتحدة |

| المرتبة | المنتخب  |
| ------- | -------- |
| 1       | البرازيل |
| 2       | أستراليا |
| 3       | كرواتيا  |
| 4       | اليابان  |

| المرتبة | المنتخب        |
| ------- | -------------- |
| 1       | فرنسا          |
| 2       | توغو           |
| 3       | سويسرا         |
| 4       | كوريا الجنوبية |

| المرتبة | المنتخب  |
| ------- | -------- |
| 1       | إسبانيا  |
| 2       | تونس     |
| 3       | أوكرانيا |
| 4       | السعودية |

## الحكام
في خلال هذه البطولة تمت الاستعانة بِـ 21 حكم دولي من 6 قارات، يعاونهم 42 حكماً مساعداً، وتمّ اختيار الحكم الأرجنتيني هوراسيو إليزوندو لتحكيم المباراة النهائية، شهدت هذه البطولة تعديل نظام الحكام بجعل طاقم تحكيم المباراة من دولة واحدة منعاً لمشاكل التواصل واللغة التي حدثت في البطولات السابقة، كما تم تعيين حكم خامس لأول مرة بحيث يكون احتياطي في حالة تعرض حكم المباراة لأي مشاكل أو إصابات، كما قام الحكام بأرتداء أجهزة لاسلكية لأول مرة في تاريخ كأس العالم للتواصل بين الحكم والحكمين المساعدين.
كان التحكيم خلال البطولة قد تعرض لانتقادات واسعة، لا سيما المباراة العاصفة التي جمعت منتخبي البرتغال وهولندا في ملعب فرانك ستاديون في مدينة نورمبيرغ الألمانية في 25 يونيو 2006، والتي شهدت إشهار خلالها 4 بطاقات حمراء و16 بطاقة صفراء مسجلاً رقماً قياسياً لم يسبقه إليه أي مباراة في تاريخ كأس العالم، سميت المباراة في الإعلام بـ«معركة نورمبيرغ» أو بمجزرة نورمبيرغ وتعرض حكم المباراة الروسي فالنتين إيفانوف لانتقادات لاذعة من رئيس الاتحاد الدولي لكرة القدم (فيفا) سيب بلاتر بسبب ضعف أدائه خلال المباراة.
| الاتحاد                     | الحكم                           | الحكم المساعد                                                  |
| --------------------------- | ------------------------------- | -------------------------------------------------------------- |
| الاتحاد الآسيوي لكرة القدم  | تورو كاميكاوا (اليابان)         | يوشيكازو هيروشيما (اليابان) كيم داي-يونغ (كوريا الجنوبية)      |
| الاتحاد الآسيوي لكرة القدم  | شمسول مايدن (سنغافورة)          | براشيا بيرمبينيك (تايلند) عيسى غلام (الإمارات العربية المتحدة) |
| الاتحاد الأفريقي لكرة القدم | كوفي كودجا (بنين)               | عبدو أديروجو (بنين) سيلستين نتاجيوريا (رواندا)                 |
| الاتحاد الأفريقي لكرة القدم | عصام عبد الفتاح (مصر)           | درامان دانتي (مالي) مامادو دوي (السنغال)                       |
| كونكاكاف                    | بينيتو أرتشونديا (المكسيك)      | خوسيه راميريز (المكسيك) هكتور فيرغارا (كندا)                   |
| كونكاكاف                    | ماركو رودريغيز (المكسيك)        | خوسيه لويس كامارغو (المكسيك) ليونيل ليال (كوستاريكا)           |
| كونميبول                    | هوراسيو إليزوندو (الأرجنتين)    | داريو غارسيا (الأرجنتين) رودولفو أوتيرو (الأرجنتين)            |
| كونميبول                    | كارلوس سيمون (البرازيل)         | أريستيو تافاريس (البرازيل) إيدنيلسون كورونا (البرازيل)         |
| كونميبول                    | أوسكار رويز (كولومبيا)          | خوسيه نافيا (كولومبيا) فرناندو تامايو (الإكوادور)              |
| كونميبول                    | كارلوس أماريا (باراغواي)        | أميليو أندينو (باراغواي) مانويل برنال (باراغواي)               |
| كونميبول                    | خورخي لاريوندا (أوروغواي)       | والتر ريال (أوروغواي) بابلو فاندينيو (أوروغواي)                |
| اتحاد أوقيانوسيا لكرة القدم | مارك شيلد (أستراليا)            | ناثان جيبسون (أستراليا) بن ويلسون (أستراليا)                   |
| الاتحاد الأوروبي لكرة القدم | فرانك دي بليكير (بلجيكا)        | بيتر هيرمانز (بلجيكا) والتر فروماس (بلجيكا)                    |
| الاتحاد الأوروبي لكرة القدم | غراهام بول (إنجلترا)            | فيليب شارب (إنجلترا) جلين تيرنر (إنجلترا)                      |
| الاتحاد الأوروبي لكرة القدم | إريك بولا (فرنسا)               | ليونيل داغورني (فرنسا) فنسنت تكسييه (فرنسا)                    |
| الاتحاد الأوروبي لكرة القدم | ماركوس ميرك (ألمانيا)           | يناير-هندريك سالفر (ألمانيا) كريستيان شراير (ألمانيا)          |
| الاتحاد الأوروبي لكرة القدم | روبيرتو روسيتي (إيطاليا)        | أليساندرو ستاجنيلي (إيطاليا) كريستيانو كوبيلي (إيطاليا)        |
| الاتحاد الأوروبي لكرة القدم | فالنتين ايفانوف (روسيا)         | نيكولاي غولوبيف (روسيا) يفغيني فولنين (روسيا)                  |
| الاتحاد الأوروبي لكرة القدم | لوبوش ميخيل (سلوفاكيا)          | رومان سليسكو (سلوفاكيا) ومارتن بالكو (سلوفاكيا)                |
| الاتحاد الأوروبي لكرة القدم | لويس ميدينا كونتاليخو (إسبانيا) | فيكتوريانو كاراسكو (إسبانيا) بيدرو هيرنانديز (إسبانيا)         |
| الاتحاد الأوروبي لكرة القدم | ماسيمو بوساكا (سويسرا)          | فرانشيسكو بوريجينا (سويسرا) ماتياس آرنت (سويسرا)               |

## مزودو الأطقم
| بوما (12) | نايكي (8)                                                                                         | أديداس (6)                                                           | أمبرو (2)          | لوتو (2)                         | جوما (1)    | ماراثون (1) |
| --- | ------------------------------------------------------------------------------------------------- | -------------------------------------------------------------------- | ------------------ | -------------------------------- | ----------- | ----------- |
| - جمهورية التشيك - إيطاليا - تونس - إيران - بولندا - ساحل العاج - باراغواي - السعودية - سويسرا - غانا - توغو - أنغولا | - البرازيل - هولندا - المكسيك - الولايات المتحدة - البرتغال - كرواتيا - كوريا الجنوبية - أستراليا | - إسبانيا - فرنسا - الأرجنتين - اليابان - ألمانيا - ترينيداد وتوباغو | - إنجلترا - السويد | - صربيا والجبل الأسود - أوكرانيا | - كوستاريكا | - الإكوادور |

## قوائم الفرق
تشكيلة المنتخبات المشاركة في كأس العالم 2006 كانت مثيلةً لسابقتها كأس العالم لكرة القدم 2002. بحيث أن كل منتخب مشارك يجب عليه أن يسلم التشكيلة التي تتكون من 23 لاعب في 15 يونيو 2006 كتاريخ أقصى. ويحق لكل منتخب أن يقوم بتبديل أي لاعب أصيب إصابة بالغة بشرط أن يكون آخر تاريخ للتبديل هو 24 ساعة قبل أول مباراة للمنتخب في البطولة.

## دور المجموعات
| البطل الوصيف | المركز الثالث المركز الرابع | ربع النهائي دور الـ16 | دور المجموعات |

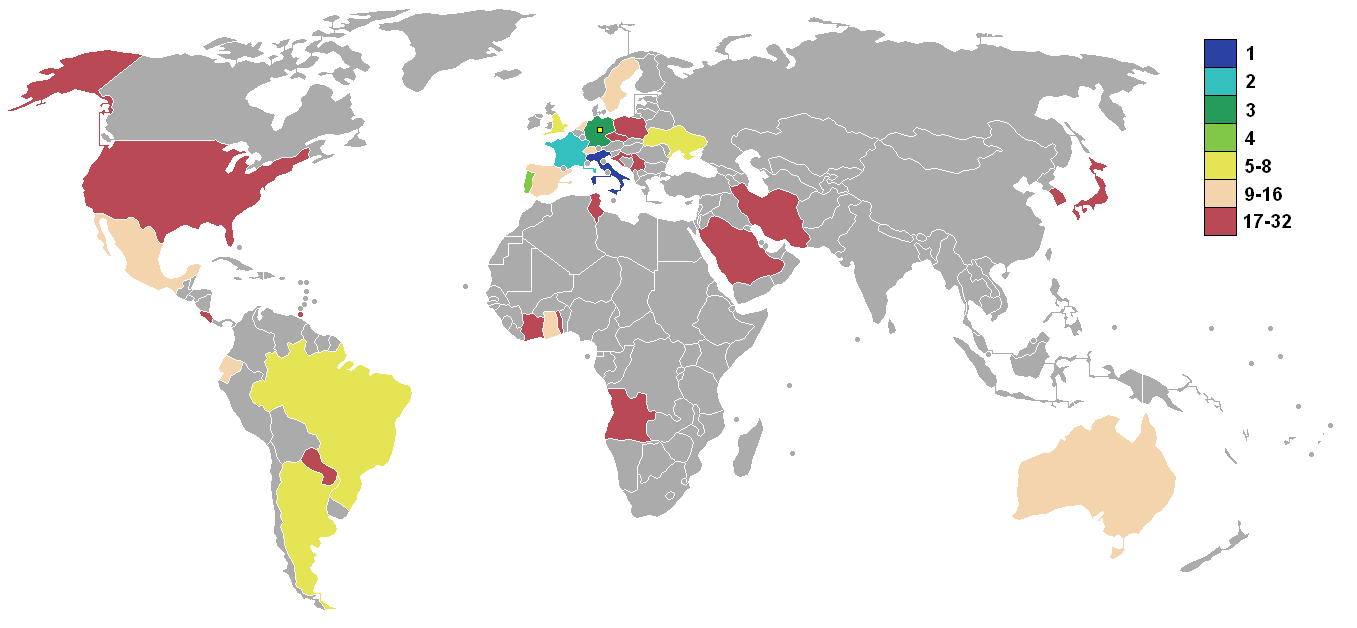
البطل
الوصيف
المركز الثالث
المركز الرابع
ربع النهائي
دور الـ16
دور المجموعات

شمل دور المجموعات على 32 منتخب في 8 مجموعات تحتوي كل واحدة على 4 منتخبات، ولعبت المباريات بواقع مباراة واحد بين كل فريقين، يتم احتساب الفوز بـ 3 نقاط والتعادل بنقطة واحدة والخسارة لا شيء، ويتأهل أصحاب المركز الأول والثاني عن كل مجموعة إلى دور الستة عشر، وتم احتساب طريقة جديدة لترتيب المنتخبات في المجموعة وفقاً لما يلي:
1. الفريق الأعلى في النقاط.
2. الفريق صاحب أكبر فارق في الأهداف (كانت تحتسب وفقاً للمواجهة المباشرة).

وفي حالة التساوي في النقاط وفارق الأهداف يتم اللجوء إلى الفريق الذي أحرز أكبر عدد من الأهداف، وفي حال استمرار التساوي يتم عقد مقارنة مباشرة بين المنتخبات وبين الفريق صاحب المركز الأخير والفريق الأعلى في النقاط أو إحراز الأهداف تصبح له الأفضلية، وفي حال استمرار التساوي يتم اللجوء إلى إجراء قرعة من قبل الفيفا.
مواعيد المباريات بالتوقيت المحلي الصيفي لألمانيا (*)

### المجموعة أ
| فريق      | لعب | ف | ت | خ | له | عليه | ف.أ | نقاط |
| --------- | --- | - | - | - | -- | ---- | --- | ---- |
| ألمانيا   | 3   | 3 | 0 | 0 | 8  | 2    | 6+  | 9    |
| الإكوادور | 3   | 2 | 0 | 1 | 5  | 3    | 2+  | 6    |
| بولندا    | 3   | 1 | 0 | 2 | 2  | 4    | 2−  | 3    |
| كوستاريكا | 3   | 0 | 0 | 3 | 3  | 9    | 6−  | 0    |

9 يونيو 2006
| ألمانيا                          | 2:4 | كوستاريكا       |
| -------------------------------- | --- | --------------- |
| لام 6' كلوزه 17'، 61' فرينغز 87' |     | وانشوب 12'، 73' |

| بولندا | 2:0 | إكوادور                    |
| ------ | --- | -------------------------- |
|        |     | ك. تينوريو 24' ديلغادو 80' |

14 يونيو 2006
| 21:00\| ألمانيا \| 0:1 \| بولندا \| \| ----------- \| --- \| ------ \| \| نيوفل 90+1' \| \| \|سيغنال إيدونا بارك، دورتموندالحضور: 65000الحكم: ميدينا (إسبانيا) |     |        |
| ألمانيا | 0:1 | بولندا |
| نيوفل 90+1' |     |        |

15 يونيو 2006
| 15:00\| الإكوادرو \| 0:3 \| كوستاريكا \| \| -------------------------------------- \| --- \| --------- \| \| ك. تينوريو 8' ديلغادو 54' كافيدس 90+1' \| \| \|ملعب فولكسبارك، هامبورغالحضور: 50،000الحكم: كودجا (بنين) |     |           |
| الإكوادرو | 0:3 | كوستاريكا |
| ك. تينوريو 8' ديلغادو 54' كافيدس 90+1' |     |           |

20 يونيو 2006
| إكوادور | 3:0 | ألمانيا                  |
| ------- | --- | ------------------------ |
|         |     | كلوزه4'، 44' بودولسكي57' |

| كوستاريكا | 2:1 | بولندا           |
| --------- | --- | ---------------- |
| غوميز 25' |     | بوساتسكي 33'،65' |

### المجموعة ب
| فريق             | لعب | ف | ت | خ | له | عليه | ف.أ | نقاط |
| ---------------- | --- | - | - | - | -- | ---- | --- | ---- |
| إنجلترا          | 3   | 2 | 1 | 0 | 5  | 2    | 3+  | 7    |
| السويد           | 3   | 1 | 2 | 0 | 3  | 2    | 1+  | 5    |
| باراغواي         | 3   | 1 | 0 | 2 | 2  | 2    | 0   | 3    |
| ترينيداد وتوباغو | 3   | 0 | 1 | 2 | 0  | 4    | 4−  | 1    |

10 يونيو 2006
| إنجلترا                  | 0:1 | باراغواي |
| ------------------------ | --- | -------- |
| غامارا 3' (هدف في مرماه) |     |          |

| ترينيداد وتوباغو | 0:0 | السويد |
| ---------------- | --- | ------ |
|                  |     |        |

15 يونيو 2006
| إنجلترا               | 0:2 | ترينيداد وتوباغو |
| --------------------- | --- | ---------------- |
| كراوتش 83' جيرارد 90' |     |                  |

| السويد      | 0:1 | باراغواي |
| ----------- | --- | -------- |
| ليونبرغ 89' |     |          |

20 يونيو 2006
| السويد               | 2:2 | إنجلترا               |
| -------------------- | --- | --------------------- |
| ألباك 51' لارسون 90' |     | ج. كول 34' جيرارد 85' |

| باراغواي                            | 0:2 | ترينيداد وتوباغو |
| ----------------------------------- | --- | ---------------- |
| سانشو 25' (هدف في مرماه) كويفاس 86' |     |                  |

### المجموعة ج
| فريق                | لعب | ف | ت | خ | له | عليه | ف.أ | نقاط |
| ------------------- | --- | - | - | - | -- | ---- | --- | ---- |
| الأرجنتين           | 3   | 2 | 1 | 0 | 8  | 1    | 7+  | 7    |
| هولندا              | 3   | 2 | 1 | 0 | 3  | 1    | 2+  | 7    |
| ساحل العاج          | 3   | 1 | 0 | 2 | 5  | 6    | 1−  | 3    |
| صربيا والجبل الأسود | 3   | 0 | 0 | 3 | 2  | 10   | 8−  | 0    |

10 يونيو 2006
| 21:00\| الأرجنتين \| 1:2 \| ساحل العاج \| \| ---------------------- \| --- \| ---------- \| \| كريسبو 24' سافيولا 38' \| \| دروغبا 82' \|أود أرينا، هانوفرالحضور: 49480الحكم: ديبليكر (بلجيكا) |     |            |
| الأرجنتين | 1:2 | ساحل العاج |
| كريسبو 24' سافيولا 38' |     | دروغبا 82' |

11 يونيو 2006
| هولندا    | 0:1 | صربيا والجبل الأسود |
| --------- | --- | ------------------- |
| روبين 18' |     |                     |

16 يونيو 2006
| الأرجنتين                                                | 0:6 | صربيا والجبل الأسود |
| -------------------------------------------------------- | --- | ------------------- |
| رودريغيز6' 41' كامبياسو31' كريسبو 78' تيفيز 84' ميسي 88' |     |                     |

| هولندا                        | 1:2 | ساحل العاج |
| ----------------------------- | --- | ---------- |
| فان بيرسي 23' فان نستلروي 27' |     | كوني 39'   |

21 يونيو 2006
| هولندا | 0:0 | الأرجنتين |
| ------ | --- | --------- |
|        |     |           |

| ساحل العاج                         | 2:3 | صربيا والجبل الأسود  |
| ---------------------------------- | --- | -------------------- |
| دنداني 37' ،67 كالو 86'(ركلة جزاء) |     | زيغيتش 10' إليتش 20' |

### المجموعة د
| فريق     | لعب | ف | ت | خ | له | عليه | ف.أ | نقاط |
| -------- | --- | - | - | - | -- | ---- | --- | ---- |
| البرتغال | 3   | 3 | 0 | 0 | 5  | 1    | 4+  | 9    |
| المكسيك  | 3   | 1 | 1 | 1 | 4  | 3    | 1+  | 4    |
| أنغولا   | 3   | 0 | 2 | 1 | 1  | 2    | 1−  | 2    |
| إيران    | 3   | 0 | 1 | 2 | 2  | 6    | 4−  | 1    |

11 يونيو 2006
| المكسيك                 | 1:3 | إيران        |
| ----------------------- | --- | ------------ |
| برافو 28'، 76' زينا 79' |     | غولمحمدي 36' |

| أنغولا | 1:0 | البرتغال   |
| ------ | --- | ---------- |
|        |     | باوليتا 4' |

16 يونيو 2006
| 21:00\| أنغولا \| 0:0 \| المكسيك \| \| ------ \| --- \| ------- \| \| \| \| \|أود أرينا، هانوفرالحضور: 43000الحكم: مايدين (سنغافورة) |     |         |
| أنغولا | 0:0 | المكسيك |
| |     |         |

17 يونيو 2006
| 15:00\| البرتغال \| 0:2 \| إيران \| \| ----------------------------------------- \| --- \| ----- \| \| ديكو 63' كرستيانو رونالدو 79' (ركلة جزاء) \| \| \|كومرتسبانك أرينا، فرانكفورتالحضور: 48000الحكم: بولات (فرنسا) |     |       |
| البرتغال | 0:2 | إيران |
| ديكو 63' كرستيانو رونالدو 79' (ركلة جزاء) |     |       |

21 يونيو 2006
| البرتغال                        | 1:2 | المكسيك    |
| ------------------------------- | --- | ---------- |
| مانيش 6' سابروسا 24'(ركلة جزاء) |     | فونسيكا29' |

| إيران          | 1:1 | أنغولا    |
| -------------- | --- | --------- |
| بختيارزاده 75' |     | امادو 60' |

### المجموعة هـ
| فريق             | لعب | ف | ت | خ | له | عليه | ف.أ | نقاط |
| ---------------- | --- | - | - | - | -- | ---- | --- | ---- |
| إيطاليا          | 3   | 2 | 1 | 0 | 5  | 1    | 4+  | 7    |
| غانا             | 3   | 2 | 0 | 1 | 4  | 3    | 1+  | 6    |
| جمهورية التشيك   | 3   | 1 | 0 | 2 | 3  | 4    | 1−  | 3    |
| الولايات المتحدة | 3   | 0 | 1 | 2 | 2  | 6    | 4−  | 1    |

12 يونيو 2006
| الولايات المتحدة | 0 – 3 | جمهورية التشيك           |
| ---------------- | ----- | ------------------------ |
|                  |       | كولر 5' روزيسكي 36'، 76' |

| إيطاليا                | 2 – 0 | غانا |
| ---------------------- | ----- | ---- |
| بيرلو 40' ياكوينتا 83' |       |      |

17 يونيو 2006
| جمهورية التشيك | 2:0 | غانا                |
| -------------- | --- | ------------------- |
|                |     | جيان 2' مونتاري 82' |

| إيطاليا       | 1:1 | الولايات المتحدة          |
| ------------- | --- | ------------------------- |
| جيلاردينو 22' |     | زكاردو 27' (هدف في مرماه) |

22 يونيو 2006
| جمهورية التشيك | 2:0 | إيطاليا                  |
| -------------- | --- | ------------------------ |
|                |     | ماتيراتسي 26' إنزاغي 87' |

| غانا                                | 1:2 | الولايات المتحدة |
| ----------------------------------- | --- | ---------------- |
| دراماني 22' أبياه 45+2' (ركلة جزاء) |     | ديبمبسي 43'      |

### المجموعة و
| فريق     | لعب | ف | ت | خ | له | عليه | ف.أ | نقاط |
| -------- | --- | - | - | - | -- | ---- | --- | ---- |
| البرازيل | 3   | 3 | 0 | 0 | 7  | 1    | 6+  | 9    |
| أستراليا | 3   | 1 | 1 | 1 | 5  | 5    | 0   | 4    |
| كرواتيا  | 3   | 0 | 2 | 1 | 2  | 3    | 1−  | 2    |
| اليابان  | 3   | 0 | 1 | 2 | 2  | 7    | 5−  | 1    |

12 يونيو 2006
| أستراليا                    | 1:3 | اليابان      |
| --------------------------- | --- | ------------ |
| كاهيل 84'، 89' ألويسي 90+2' |     | ناكامورا 26' |

13 يونيو 2006
| 21:00\| البرازيل \| 0:1 \| كرواتيا \| \| -------- \| --- \| ------- \| \| كاكا 44' \| \| \|الملعب الأولمبيالحضور: 72000الحكم: أرخونديا (المكسيك) |     |         |
| البرازيل | 0:1 | كرواتيا |
| كاكا 44' |     |         |

18 يونيو 2006
| كرواتيا | 0:0 | اليابان |
| ------- | --- | ------- |
|         |     |         |

| البرازيل             | 0:2 | أستراليا |
| -------------------- | --- | -------- |
| أدريانو 49' فريد 90' |     |          |

22 يونيو 2006
| اليابان    | 4:1 | البرازيل                                 |
| ---------- | --- | ---------------------------------------- |
| تامادا 34' |     | رونالدو 45+1'،81' جونينهو 53' جلبرتو 59' |

| كرواتيا            | 2:2 | أستراليا                      |
| ------------------ | --- | ----------------------------- |
| سرنا 2' كوفاتش 57' |     | موور 38'(ركلة جزاء) كيويل 79' |

### المجموعة ز
| فريق           | لعب | ف | ت | خ | له | عليه | ف.أ | نقاط |
| -------------- | --- | - | - | - | -- | ---- | --- | ---- |
| سويسرا         | 3   | 2 | 1 | 0 | 4  | 0    | 4+  | 7    |
| فرنسا          | 3   | 1 | 2 | 0 | 3  | 1    | 2+  | 5    |
| كوريا الجنوبية | 3   | 1 | 1 | 1 | 3  | 4    | 1−  | 4    |
| توغو           | 3   | 0 | 0 | 3 | 1  | 6    | 5−  | 0    |

13 يونيو 2006
| كوريا الجنوبية                   | 1:2 | توغو     |
| -------------------------------- | --- | -------- |
| لي تشون سو 54' أهن جونغ هوان 72' |     | قادر 31' |

| فرنسا | 0:0 | سويسرا |
| ----- | --- | ------ |
|       |     |        |

18 يونيو 2006
| 21:00\| فرنسا \| 1:1 \| كوريا الجنوبية \| \| -------- \| --- \| -------------- \| \| هينري 9' \| \| جي سونغ \|الملعب المركزي، لايبزيغالحضور: 43000الحكم: أرخونديا (مكسيك) |     |                |
| فرنسا | 1:1 | كوريا الجنوبية |
| هينري 9' |     | جي سونغ        |

19 يونيو 2006
| 15:00\| توغو \| 2:0 \| سويسرا \| \| ---- \| --- \| ------------------- \| \| \| \| فري 16' بارنيتا 88' \|سيغنال إيدونا بارك، دورتموندالحضور: 65000الحكم: أماريلا (باراغواي) |     |                     |
| توغو | 2:0 | سويسرا              |
| |     | فري 16' بارنيتا 88' |

23 يونيو 2006
| توغو | 2:0 | فرنسا               |
| ---- | --- | ------------------- |
|      |     | فييرا 55' هينري 61' |

| سويسرا               | 0:2 | كوريا الجنوبية |
| -------------------- | --- | -------------- |
| سينديروس 23' فري 77' |     |                |

### المجموعة ح
| فريق     | لعب | ف | ت | خ | له | عليه | ف.أ | نقاط |
| -------- | --- | - | - | - | -- | ---- | --- | ---- |
| إسبانيا  | 3   | 3 | 0 | 0 | 8  | 1    | 7+  | 9    |
| أوكرانيا | 3   | 2 | 0 | 1 | 5  | 4    | 1+  | 6    |
| تونس     | 3   | 0 | 1 | 2 | 3  | 6    | 3−  | 1    |
| السعودية | 3   | 0 | 1 | 2 | 2  | 7    | 5−  | 1    |

14 يونيو 2006
| إسبانيا                                     | 0:4 | أوكرانيا |
| ------------------------------------------- | --- | -------- |
| ألونسو 13' فيا 17' 48'(ركلة جزاء) توريس 81' |     |          |

| تونس                       | 2:2 | السعودية                |
| -------------------------- | --- | ----------------------- |
| الجزيري 23' الجعايدي 90+2' |     | القحطاني 57' الجابر 84' |

19 يونيو 2006
| السعودية | 4:0 | أوكرانيا                                         |
| -------- | --- | ------------------------------------------------ |
|          |     | روسول 4' ريبروف 36' شيفشينكو 46' كالينيتشنكو 84' |

| إسبانيا                              | 1:3 | تونس       |
| ------------------------------------ | --- | ---------- |
| راؤول 71' توريس 76'، 90' (ركلة جزاء) |     | المناري 8' |

23 يونيو 2006
| السعودية | 1:0 | إسبانيا     |
| -------- | --- | ----------- |
|          |     | خوانيتو 36' |

| أوكرانيا                 | 0:1 | تونس |
| ------------------------ | --- | ---- |
| شيفشينكو 70' (ركلة جزاء) |     |      |

## الأدوار النهائية
|  | دور الستة عشر                             | دور الستة عشر                         |                                        |       | ربع النهائي   | ربع النهائي   |                                         |                                         | نصف النهائي | نصف النهائي |  |  | النهائي | النهائي |
|  |                                           |                                       |                                        |       |               |               |                                         |                                         |             |             |  |  |         |         |
|  | 24 يونيو – أليانز أرينا، ميونخ            |                                       |                                        |       |               |               |                                         |                                         |             |             |  |  |         |         |
|  |                                           |                                       |                                        |       |               |               |                                         |                                         |             |             |  |  |         |         |
|  | ألمانيا                                   | 2                                     |                                        |       |               |               |                                         |                                         |             |             |  |  |         |         |
|  | ألمانيا                                   | 2                                     | 30 يونيو – الملعب الأولمبي             |       |               |               |                                         |                                         |             |             |  |  |         |         |
|  | السويد                                    | 0                                     |                                        |       |               |               |                                         |                                         |             |             |  |  |         |         |
|  | السويد                                    | 0                                     | ألمانيا (ركل.)                         | 1 (4) |               |               |                                         |                                         |             |             |  |  |         |         |
|  | 24 يونيو – الملعب المركزي، لايبزيغ        |                                       | ألمانيا (ركل.)                         | 1 (4) |               |               |                                         |                                         |             |             |  |  |         |         |
|  |                                           | الأرجنتين                             | 1 (2)                                  |       |               |               |                                         |                                         |             |             |  |  |         |         |
|  | الأرجنتين                                 | الأرجنتين                             | 1 (2)                                  | 2     |               |               |                                         |                                         |             |             |  |  |         |         |
|  | الأرجنتين                                 |                                       | 4 يوليو – سيغنال إيدونا بارك، دورتموند | 2     |               |               |                                         |                                         |             |             |  |  |         |         |
|  | المكسيك (ب.و.إ.)                          | 1                                     |                                        |       |               |               |                                         |                                         |             |             |  |  |         |         |
|  | المكسيك (ب.و.إ.)                          | 1                                     | ألمانيا                                | 0     |               |               |                                         |                                         |             |             |  |  |         |         |
|  | 26 يونيو – ملعب فريتز فالتر، كايزرسلاوترن |                                       | ألمانيا                                | 0     |               |               |                                         |                                         |             |             |  |  |         |         |
|  |                                           | إيطاليا (ب.و.إ.)                      | 2                                      |       |               |               |                                         |                                         |             |             |  |  |         |         |
|  | إيطاليا                                   | إيطاليا (ب.و.إ.)                      | 2                                      | 1     |               |               |                                         |                                         |             |             |  |  |         |         |
|  | إيطاليا                                   | 30 يونيو – ملعب فولكسبارك، هامبورغ    |                                        | 1     |               |               |                                         |                                         |             |             |  |  |         |         |
|  | أستراليا                                  | 0                                     |                                        |       |               |               |                                         |                                         |             |             |  |  |         |         |
|  | أستراليا                                  | 0                                     | إيطاليا                                | 3     |               |               |                                         |                                         |             |             |  |  |         |         |
|  | 26 يونيو – ملعب راين إنرجي، كولونيا       |                                       | إيطاليا                                | 3     |               |               |                                         |                                         |             |             |  |  |         |         |
|  |                                           | أوكرانيا                              | 0                                      |       |               |               |                                         |                                         |             |             |  |  |         |         |
|  | سويسرا(ركلة.)                             | أوكرانيا                              | 0                                      | 0 (0) |               |               |                                         |                                         |             |             |  |  |         |         |
|  | سويسرا(ركلة.)                             |                                       | 9 يوليو – الملعب الأولمبي، برلين       | 0 (0) |               |               |                                         |                                         |             |             |  |  |         |         |
|  | أوكرانيا                                  | 0 (3)                                 |                                        |       |               |               |                                         |                                         |             |             |  |  |         |         |
|  | أوكرانيا                                  | 0 (3)                                 | إيطاليا (ركل.)                         | 1 (5) |               |               |                                         |                                         |             |             |  |  |         |         |
|  | 25 يونيو – ملعب غوتليب دايملر، شتوتغارت   |                                       | إيطاليا (ركل.)                         | 1 (5) |               |               |                                         |                                         |             |             |  |  |         |         |
|  |                                           | فرنسا                                 | 1 (3)                                  |       |               |               |                                         |                                         |             |             |  |  |         |         |
|  | إنجلترا                                   | فرنسا                                 | 1 (3)                                  | 1     |               |               |                                         |                                         |             |             |  |  |         |         |
|  | إنجلترا                                   | 1 يوليو– ملعب فيلتينز أرينا           |                                        | 1     |               |               |                                         |                                         |             |             |  |  |         |         |
|  | الإكوادور                                 | 0                                     |                                        |       |               |               |                                         |                                         |             |             |  |  |         |         |
|  | الإكوادور                                 | 0                                     | إنجلترا(ركل.)                          | 0 (1) |               |               |                                         |                                         |             |             |  |  |         |         |
|  | 25 يونيو – ملعب نورنبرغ، نورنبيرغ         |                                       | إنجلترا(ركل.)                          | 0 (1) |               |               |                                         |                                         |             |             |  |  |         |         |
|  |                                           | البرتغال                              | 0 (3)                                  |       |               |               |                                         |                                         |             |             |  |  |         |         |
|  | البرتغال                                  | البرتغال                              | 0 (3)                                  | 1     |               |               |                                         |                                         |             |             |  |  |         |         |
|  | البرتغال                                  |                                       | 5 يوليو – أليانز أرينا، ميونخ          | 1     |               |               |                                         |                                         |             |             |  |  |         |         |
|  | هولندا                                    | 0                                     |                                        |       |               |               |                                         |                                         |             |             |  |  |         |         |
|  | هولندا                                    | 0                                     | البرتغال                               | 0     |               |               |                                         |                                         |             |             |  |  |         |         |
|  | 27 يونيو – سيغنال إيدونا بارك، دورتموند   |                                       | البرتغال                               | 0     |               |               |                                         |                                         |             |             |  |  |         |         |
|  |                                           | فرنسا                                 | 1                                      |       | المركز الثالث | المركز الثالث |                                         |                                         |             |             |  |  |         |         |
|  | البرازيل                                  | فرنسا                                 | 1                                      | 3     | المركز الثالث | المركز الثالث |                                         |                                         |             |             |  |  |         |         |
|  | البرازيل                                  | 1 يوليو – كومرتسبانك أرينا، فرانكفورت | 1 يوليو – كومرتسبانك أرينا، فرانكفورت  | 3     |               |               | 29 يونيو – ملعب غوتليب دايملر، شتوتغارت | 29 يونيو – ملعب غوتليب دايملر، شتوتغارت |             |             |  |  |         |         |
|  | غانا                                      | 1 يوليو – كومرتسبانك أرينا، فرانكفورت | 1 يوليو – كومرتسبانك أرينا، فرانكفورت  | 0     |               |               | 29 يونيو – ملعب غوتليب دايملر، شتوتغارت | 29 يونيو – ملعب غوتليب دايملر، شتوتغارت |             |             |  |  |         |         |
|  | غانا                                      | البرازيل                              | 0                                      | 0     | ألمانيا       | 3             |                                         |                                         |             |             |  |  |         |         |
|  | 27 يونيو – أود أرينا، هانوفر              | البرازيل                              | 0                                      |       | ألمانيا       | 3             |                                         |                                         |             |             |  |  |         |         |
|  |                                           | فرنسا                                 | 1                                      |       | البرتغال      | 1             |                                         |                                         |             |             |  |  |         |         |
|  | إسبانيا                                   | فرنسا                                 | 1                                      | 1     | البرتغال      | 1             |                                         |                                         |             |             |  |  |         |         |
|  | إسبانيا                                   |                                       |                                        | 1     |               |               |                                         |                                         |             |             |  |  |         |         |
|  | فرنسا                                     | 3                                     |                                        |       |               |               |                                         |                                         |             |             |  |  |         |         |
|  | فرنسا                                     | 3                                     |                                        |       |               |               |                                         |                                         |             |             |  |  |         |         |

### دور الستة عشر
| ألمانيا          | 2 - 0   | السويد |
| ---------------- | ------- | ------ |
| بودولسكي 4'، 12' | (مقالة) |        |

| الأرجنتين                 | 2 – 1 (و.إ) | المكسيك   |
| ------------------------- | ----------- | --------- |
| كريسبو 10' · رودريغيز 98' | (مقالة)     | ماركيز 6' |

| إنجلترا    | 1 – 0   | الإكوادور |
| ---------- | ------- | --------- |
| بيكهام 60' | (مقالة) |           |

| البرتغال  | 1 – 0   | هولندا |
| --------- | ------- | ------ |
| مانيش 23' | (مقالة) |        |

| إيطاليا                | 1 – 0   | أستراليا |
| ---------------------- | ------- | -------- |
| توتي 90+5' (ركلة جزاء) | (مقالة) |          |

| سويسرا | 0 – 0 (و.إ) | أوكرانيا |
| ------ | ----------- | -------- |
|        | (مقالة)     |          |

| البرازيل                                   | 3 – 0   | غانا |
| ------------------------------------------ | ------- | ---- |
| رونالدو 5' · أدريانو 45+1' · زي روبرتو 84' | (مقالة) |      |

| إسبانيا         | 1 – 3   | فرنسا                                |
| --------------- | ------- | ------------------------------------ |
| فيا 28' (ركلة.) | (مقالة) | ريبيري 41' · فييرا 83' · زيدان 90+2' |

### الدور ربع النهائي
30 يونيو 2006
| ألمانيا   | 1:1 | الأرجنتين |
| --------- | --- | --------- |
| كلوزه 80' |     | ايالا 49' |

| إيطاليا                  | 0:3 | أوكرانيا |
| ------------------------ | --- | -------- |
| زامبروتا 6' توني 59' 69' |     |          |

1 يوليو 2006
| إنجلترا | 0:0 | البرتغال |
| ------- | --- | -------- |
|         |     |          |

| البرازيل | 1:0 | فرنسا    |
| -------- | --- | -------- |
|          |     | هنري 57' |

### الدور نصف النهائي
4 يوليو 2006
| 21:00\| إيطاليا \| 0:2 \| ألمانيا \| \| -------------------------- \| --- \| ------- \| \| غروسو 119' دل بييرو 120+1' \| \| \|سيغنال إيدونا بارك، دورتموندالحضور: 65،000الحكم: اركونديا (مكسيك) |     |         |
| إيطاليا | 0:2 | ألمانيا |
| غروسو 119' دل بييرو 120+1' |     |         |

5 يوليو 2006
| 21:00\| فرنسا \| 0:1 \| البرتغال \| \| --------------------- \| --- \| -------- \| \| زيدان 33' (ركلة جزاء) \| \| \|أليانز أرينا، ميونخالحضور: 66000الحكم: لاريوندا (أوروغواي) |     |          |
| فرنسا | 0:1 | البرتغال |
| زيدان 33' (ركلة جزاء) |     |          |

### مباراة المركز الثالث
8 يوليو 2006
| 21:00\| ألمانيا \| 3–1 \| البرتغال \| \| -------------------------------------------- \| --- \| --------- \| \| شفاينشتايغر 56'، 78' بيتيت 60 (هدف في مرماه) \| \| غوميش 88' \|ملعب غوتليب دايملر، شتوتغارتالحضور: 52000الحكم: كاميكاوا (اليابان) |     |           |
| ألمانيا | 3–1 | البرتغال  |
| شفاينشتايغر 56'، 78' بيتيت 60 (هدف في مرماه) |     | غوميش 88' |

### المبارة النهائية
أقيمت المباراة على ملعب برلين الأولمبي، واستطاع منتخب إيطاليا الفوز بالمباراة والبطولة للمرة الرابعة في تاريخه بعد تغلبه على نظيره الفرنسي بركلات الترجيح 5 - 3 اثر انتهاء الوقتين الأصلي والإضافي بالتعادل 1 - 1، شهد الشوط الثالث قيام اللاعب زين الدين زيدان بدفع رأسه في صدر المدافع الإيطالي ماركو ماتيراتسي في الوقت الإضافي من عمر المباراة ليخرج الحكم البطاقة الحمراء إلى زيدان، مما تسبب في صدمة وذهول لدي الكثيرين بسبب هذه الواقعة.
| 20:00\| إيطاليا \| 1–1 (و.إ) \| فرنسا \| \| ------------ \| --------- \| ---------------- \| \| ماتيرازي 19' \| (مقالة) \| زيدان 7' (ركلة.) \|الملعب الأولمبي، برلينالحضور: 69،000الحكم: هوراسيو إليزوندو (الأرجنتين) |           |                  |
| إيطاليا | 1–1 (و.إ) | فرنسا            |
| ماتيرازي 19' | (مقالة)   | زيدان 7' (ركلة.) |

## منصة التتويج

صورة المنتخب الإيطالي الفائز بالبطولة

| بطل كأس العالم لكرة القدم 2006 |
| ------------------------------ |
| · إيطاليا · للمرة الرابعة      |

| المركز الثاني | المركز الثالث |
| ------------- | ------------- |
| فرنسا         | ألمانيا       |

## الجوائز

### الجوائز الفردية
| جائزة الحذاء الذهبي | جائزة الكرة الذهبية | جائزة ياشين لأفضل حارس مرمى | جائزة أفضل لاعب صاعد | جائزة اللعب النظيف | جائزة اللعب الممتع |
| ------------------- | ------------------- | --------------------------- | -------------------- | ------------------ | ------------------ |
| ميروسلاف كلوزه      | زين الدين زيدان     | جانلويجي بوفون              | لوكاس بودولسكي       | البرازيل · إسبانيا | البرتغال           |

### فريق كل النجوم
هو الفريق الذي يحوي الـ23 لاعب الأكثر إبهاراً في هذه البطولة، وأختير من قبل مركز العلوم التقنية للفيفا، الفريق أختير من 50 لاعب في القائمة الأولية، ومن الذين شاركوا في الدور الثاني 
| حراس المرمى                                   | المدافعون | لاعبو الوسط | المهاجمون                                               |
| --------------------------------------------- | --- | --- | ------------------------------------------------------- |
| - جانلويجي بوفون - ينز ليمان - ريكاردو باريرا | - روبرتو أيالا - جون تيري - ليليان تورام - فيليب لام - فابيو كانافارو - جيانلوكا زامبروتا - ريكاردو كارفاليو | - زي روبرتو - باتريك فييرا - زين الدين زيدان - مايكل بالاك - أندريا بيرلو - جنارو غاتوزو - فرانشيسكو توتي - لويس فيغو - مانيش | - هرنان كرسبو - تييري هنري - ميروسلاف كلوزه - لوكا توني |

## الإحصائيات

### قائمة الهدافين

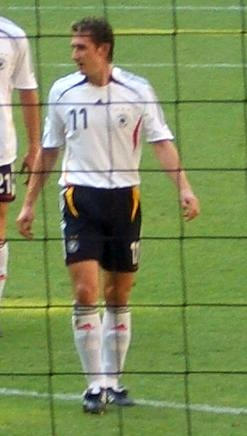
ميروسلاف كلوزه هداف البطولة

حصل ميروسلاف كلوزه على جائزة هداف البطولة (الحذاء الذهبي) بعد إحرازه خمسة أهداف في كأس العالم، وكان هذا أقل رقم لهداف البطولة منذ عام 1962، إجمالياً، تم تسجيل 147 هدفاً في هذه البطولة (4 منها ضد مرماه).
خمسة أهداف
- ميروسلاف كلوزه

ثلاثة أهداف (8)
- ماكسي رودريغيز
- هرنان كريسبو
- رونالدو
- دافيد فيا
- فرناندو توريس
- تييري هنري
- زين الدين زيدان
- لوكاس بودولسكي

هدفان (17)
| - تيم كاهيل - أدريانو - أرونا دنداني - باولو وانشوب - توماس روزيسكي | - أوغستين ديلغادو - كارلوس تينوريو - ستيفن جيرارد - باتريك فييرا | - باستيان شفاينشتايغر - لوكا توني - ماركو ماتيراتسي - عمر برافو | - بارتوش بوساتسكي - مانيش - أليكساندر فري - أندريه شيفتشينكو |

هدف واحد (80)
| - أمادو فلافيو - إستيبان كامبياسو - خافيير سافيولا - روبيرتو ايالا - كارلوس تيفيز - ليونيل ميسي - جون ألويسي - كريغ مور - هاري كيويل - جلبرتو - جونينهو برنامبوكانو - زي روبرتو - فريد تشافيز - كاكا - باكاري كوني - بونافينتور كالو | - دروغبا - رونالد غوميز - داريو سرنا - نيكو كوفاتش - يان كولر - إيفان كافيدس - بيتر كراوتش - جو كول - ديفيد بيكام - خوان غوتيريز مورينو - راؤول غونزاليس - شابي ألونسو - فرانك ريبري - أوليفر نويفل - تورستن فرينغس - فيليب لام | - أسامواه غيان - ستيفن أبياه - سولي علي مونتاري - هامينو دراماني - سهراب بختياري زاده - يحيى غولمحمدي - ألبرتو جيلاردينيو - أليساندرو ديل بييرو - أندريا بيرلو - جيانلوكا زامبروتا - فابيو غروسو - فرانشيسكو توتي - فيليبو إنزاغي - فينشينسو ياكوينتا - شونسوكي ناكامورا - كيجي تامادا | - أهن جونغ هوان - بارك جي سونغ - لي تشون سو - سامي الجابر - ياسر القحطاني - أنتونيو نيلسون - رافاييل ماركيز - فرانشيسكو فونسيكا - أرين روبين - روبين فان بيرسي - رود فان نستلروي - نيلسون كويفاس - بيدرو باوليتا - ديكو - سيماو سابروسا - كريستيانو رونالدو | - نونو غوميز - ساشا إليتش - نيكولا زيغيتش - ترانكويلو بارنيتا - فيليب سندروس - فريدريك ليونبيرغ - ماركوس ألباك - هنريك لارسون - محمد قادر - جوهر المناري - راضي الجعايدي - زياد الجزيري - أندريه روسول - سيرجي ريبروف - ماكسيم كالينيتشنكو - كلينت ديمبسي |

هدف ذاتي

- كريستيان زاكاردو (لصالح الولايات المتحدة)
- كارلوس غامارا (لصالح إنجلترا)
- بيتيت (لصالح ألمانيا)
- برينت سانشو (لصالح باراغواي)

### ترتيب المنتخبات
| الترتيب | المنتخب                  | فاز | تعادل   | خسر | نقط | له  | عليه | فرق |
| ------- | ------------------------ | --- | ------- | --- | --- | --- | ---- | --- |
| 1       | إيطاليا                  | 5   | 2       | 0   | 17  | 12  | 2    | 10  |
| 2       | فرنسا                    | 4   | 3       | 0   | 15  | 9   | 3    | 6   |
| 3       | ألمانيا                  | 5   | 1       | 1   | 16  | 14  | 6    | 8   |
| 4       | البرتغال                 | 4   | 1       | 2   | 13  | 7   | 5    | 2   |
| 5       | البرازيل                 | 4   | 0       | 1   | 12  | 10  | 2    | 8   |
| 6       | الأرجنتين                | 3   | 2       | 0   | 11  | 11  | 3    | 8   |
| 7       | إنجلترا                  | 3   | 2       | 0   | 11  | 6   | 2    | 4   |
| 8       | أوكرانيا                 | 2   | 1       | 2   | 7   | 5   | 7    | 2-  |
| 9       | إسبانيا                  | 3   | 0       | 1   | 9   | 9   | 4    | 5   |
| 10      | سويسرا                   | 2   | 2       | 0   | 8   | 4   | 0    | 4   |
| 11      | هولندا                   | 2   | 1       | 1   | 7   | 3   | 2    | 1   |
| 12      | الإكوادور                | 2   | 0       | 2   | 6   | 5   | 4    | 1   |
| 13      | غانا                     | 2   | 0       | 2   | 6   | 4   | 6    | 2-  |
| 14      | السويد                   | 1   | 2       | 1   | 5   | 3   | 4    | 1-  |
| 15      | المكسيك                  | 1   | 1       | 2   | 4   | 5   | 5    | 0   |
| 16      | أستراليا                 | 1   | 1       | 2   | 4   | 5   | 6    | 1-  |
| 17      | كوريا الجنوبية           | 1   | 1       | 1   | 4   | 3   | 4    | 1-  |
| 18      | الباراغواي               | 1   | 0       | 2   | 3   | 2   | 2    | 0   |
| 19      | ساحل العاج               | 1   | 0       | 2   | 3   | 5   | 6    | 1-  |
| 20      | جمهورية التشيك           | 1   | 0       | 2   | 3   | 3   | 4    | 1-  |
| 21      | بولندا                   | 1   | 0       | 2   | 3   | 2   | 4    | 2-  |
| 22      | كرواتيا                  | 0   | 2       | 1   | 2   | 2   | 3    | 1-  |
| 23      | أنغولا                   | 0   | 2       | 1   | 2   | 1   | 2    | 1-  |
| 24      | تونس                     | 0   | 1       | 2   | 1   | 3   | 6    | 3-  |
| 25      | الولايات المتحدة         | 0   | 1       | 2   | 1   | 2   | 6    | 4-  |
| 25 (م1) | إيران                    | 0   | 1       | 2   | 1   | 2   | 6    | 4-  |
| 27      | ترينيداد وتوباغو         | 0   | 1       | 2   | 1   | 0   | 4    | 4-  |
| 28      | المملكة العربية السعودية | 0   | 1       | 2   | 1   | 2   | 7    | 5-  |
| 28 (م2) | اليابان                  | 0   | 1       | 2   | 1   | 2   | 7    | 5-  |
| 30      | توغو                     | 0   | 0       | 3   | 0   | 1   | 6    | 5-  |
| 31      | كوستا ريكا               | 0   | 0       | 3   | 0   | 3   | 9    | 6-  |
| 32      | صربيا والجبل الأسود      | 0   | 0       | 3   | 0   | 2   | 10   | 8-  |
| ***     | المجموع                  | 49  | 15 (م3) | 49  | *** | 147 | 147  | 0   |

ملحوظة: الخطوط الزرقاء تفصل ما بين الأدوار التي تقصى فيها الفرق.

## ما يتعلق بالبطولة

### الكرة الرسمية

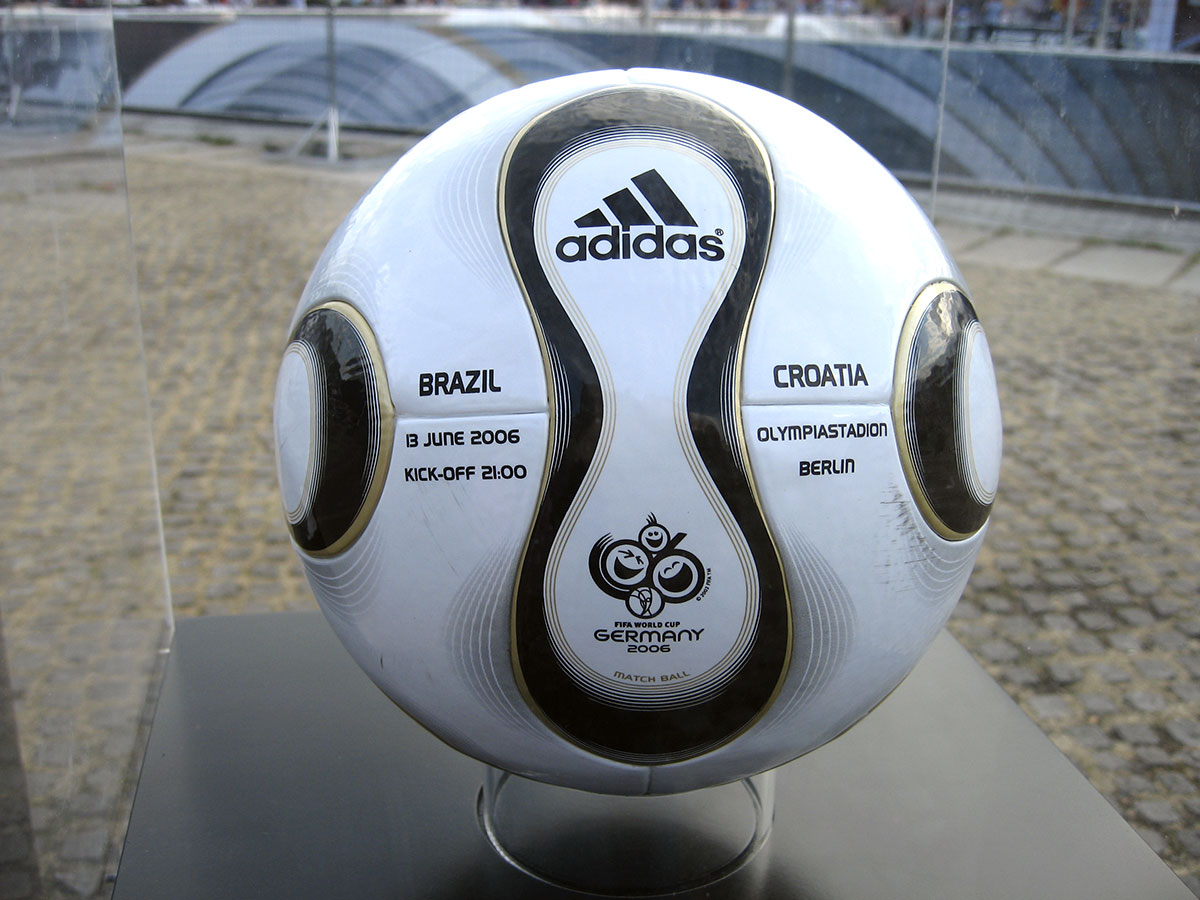
تيمغايست، الكرة الرسمية للبطولة

كانت الكرة تيمغايست هي الكرة الرسمية لنهائيات كأس العالم لكرة القدم 2006 في ألمانيا، تنطق (بالألمانية: +Teamgeist) وتعنى «روح الفريق» وتم إضافة علامة (+) إلى الاسم كي تصبح علامة مسجلة، لأن المصطلح في حد ذاته كلمة ألمانية عادية ولا يمكن أن تكون علامة تجارية.
وقد تم تصميم الكرة من قبل فريق الإبداع في شركة أديداس ومؤسسة ميلتون المحدودة ويتم ذلك عن طريق أديداس، وتختلف عن الكرات السابقة في وجود 14 لوحات المنحنية بدلا من 32 التي كان معمول عليها منذ عام 1970، وكان لك مباراة كرات مخصصة لها ويكتب عليها اسم المباراة واسم الملعب والفرق وتاريخ مباراة ووقت انطلاق المباراة تحت طبقة واقية لكل كرة مستخدمة، وتم لأول مرة إنشاء كرة قدم مخصصة للمباراة النهائية وأطلق عليها اسم «تيمغايست+ برلين» وهو بنفس التصميم للكرة العادية ولكن أطفي عليها لون ذهبي مع تفاصيل سوداء وبيضاء.
وبالرغم ان الكرة كانت محل إعجاب من لاعبين أمثال ديفيد بيكهام ويوهان فوغل، إلا أن الكرة تعرضت لانتقادات من قبل العديد من كبار اللاعبين قبل كأس العالم. وكانت منهم: روبرتو كارلوس وبول روبنسون، وكان سبب الأنتقاد انها كانت خفيفة جدا وكان أداءها مختلف تماما عندما تكون رطبة، كما أن الكرة لديها طبقات أقل للحد من مقاومة الهواء مما ساهم كثيراً في تغير اتجاها وهي في الهواء.

### الأغنية الرسمية
تم اختيار أغنية «وقت حياتنا» (بالإنجليزية: The Time of Our Lives) كأغنية رسمية للبطولة، وهي باللغتين الأنجليزية والإسبانية، وقام بأدائها فريق إيل ديفو مع المغنية توني براكستون، كما تم اختيار أغنية احتفال اليوم (بالألمانية: Zeit dass sich was dreht) كنشيد رسمي للبطولة، وهو باللغة الألمانية والفرنسية والبامبارا والأنجليزية.

### الجوائز المالية

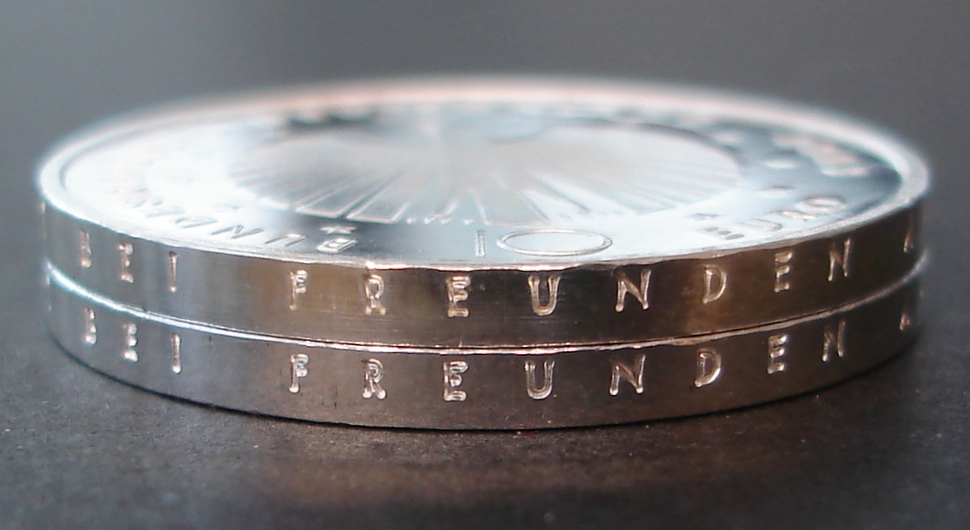
العملة التذكارية التي أصدرتها ألمانيا عام 2006 إحتفاءاً بهذه البطولة

فيما يلي قيمة الجوائز المالية المخصصة لكل للبطولة، مع العلم بأنه كل فريق تأهل إلى البطولة قد حصل على 2 مليون فرنك سويسري بخلاف الجوائز التالية:
- 7 مليون ف.س – إلى الفرق الذين خرجت من دور المجموعة
- 8.5 مليون ف.س– إلى الفرق التي خرجت من دور 16
- 11.5 مليون ف.س – إلى الفرق التي خرجت من ربع النهائي
- 21.5 مليون ف.س – لأصحاب المركزي الثالث والرابع
- 22.5 مليون ف.س – للوصيف
- 24.5 مليون ف.س – للفائز بالبطولة

### التمويل
لتمويل تكاليف هذا الحدث، سمحت الفيفا رعاية العديد من الشركات المختلفة، والتي مكنته من جمع أكثر من € 700 مليون يورو، حيث دفع كل من «الرعاة الرسميين» € 40 مليون يورو و«الرعاة الوطنيين» € 13 مليون يورو. بالإضافة إلى ذلك، تم دفع 1,900 مليون يورو للإعلان. وقد رعى الحدث كل من أديداس، بدويايزر، أفايا، كوكا كولا، أوروبية، دويتشه تليكوم، الإمارات، فوجي فيلم، جيليت، وشركة هيونداي وماستر كارد وماكدونالدز وفيليبس وتوشيبا وياهو!. ولّدت هذه القائمة الطويلة من الرعاة عدة انتقادات، واتُّهمت فيفا «بتسويق» البطولة، لذلك أعلنت المنظمة أنها ستقلل من عدد رعاة الأحداث القادمة.

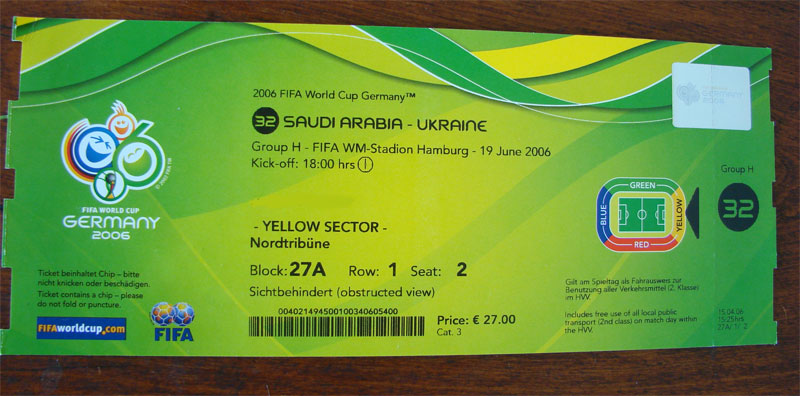
تذاكر مباراة المملكة العربية السعودية ضد أوكرانيا.

كان بيع التذاكر أيضًا أحد الطرق الرئيسية لتمويل الحدث. وتبلغ تكلفة أرخصها 35 يورو لمباريات المرحلة الأولى (12 يورو أقل من دخول مماثل لكوريا واليابان 2002)، وارتفعت إلى 600 يورو للمباراة النهائية. سمحت هذه التذاكر أيضًا بتعبئة السياح داخل المدن المضيفة. ومن بين 3.2 مليون تذكرة متاحة، تم بيع 1.12 مليون فقط عبر الإنترنت، بينما تم توزيع البطاقات المتبقية على الرعاة والاتحادات الأعضاء في فيفا.
في المرحلة الأولى من البيع، التي تمت في الفترة بين 1 فبراير و 31 مارس 2005، قدم أكثر من مليون شخص من 195 دولة طلبات للحصول على 812,000 تذكرة متوفرة. في المجموع، تم إجراء 8.7 مليون طلب شراء، منها 6.25 مليون تم تصنيعها في ألمانيا. باختصار، من بين 10 تذاكر عرضت كان هناك تذكرة واحدة فقط متاحة. علاوة على ذلك، تجاوز الطلب بكثير العرض المتاح بعد ساعات فقط من بدء فترة البيع. لحل هذه المشكلة، تقرر سحب التذاكر تحت إشراف موثق، في 15 أبريل 2005.
كان للتذاكر نظام تعريف معقد يمنع نقلها، كطريقة لتجنب السوق السوداء وإعادة بيع التذاكر. تضمن نظام RFID المتضمن في الإدخال بيانات مختلفة تتعلق بحاملها، ولكن ليس المعلومات الشخصية لحاملها. ومع ذلك، فقد حفز هذا العديد من الأشخاص على عدم شراء التذاكر، التي أضافت إلى صعوبة تنفيذ المراجعات لأكثر من 50 ألف شخص دخلوا في كل مباراة، وأجبروا على تعليق هذه الإجراءات.

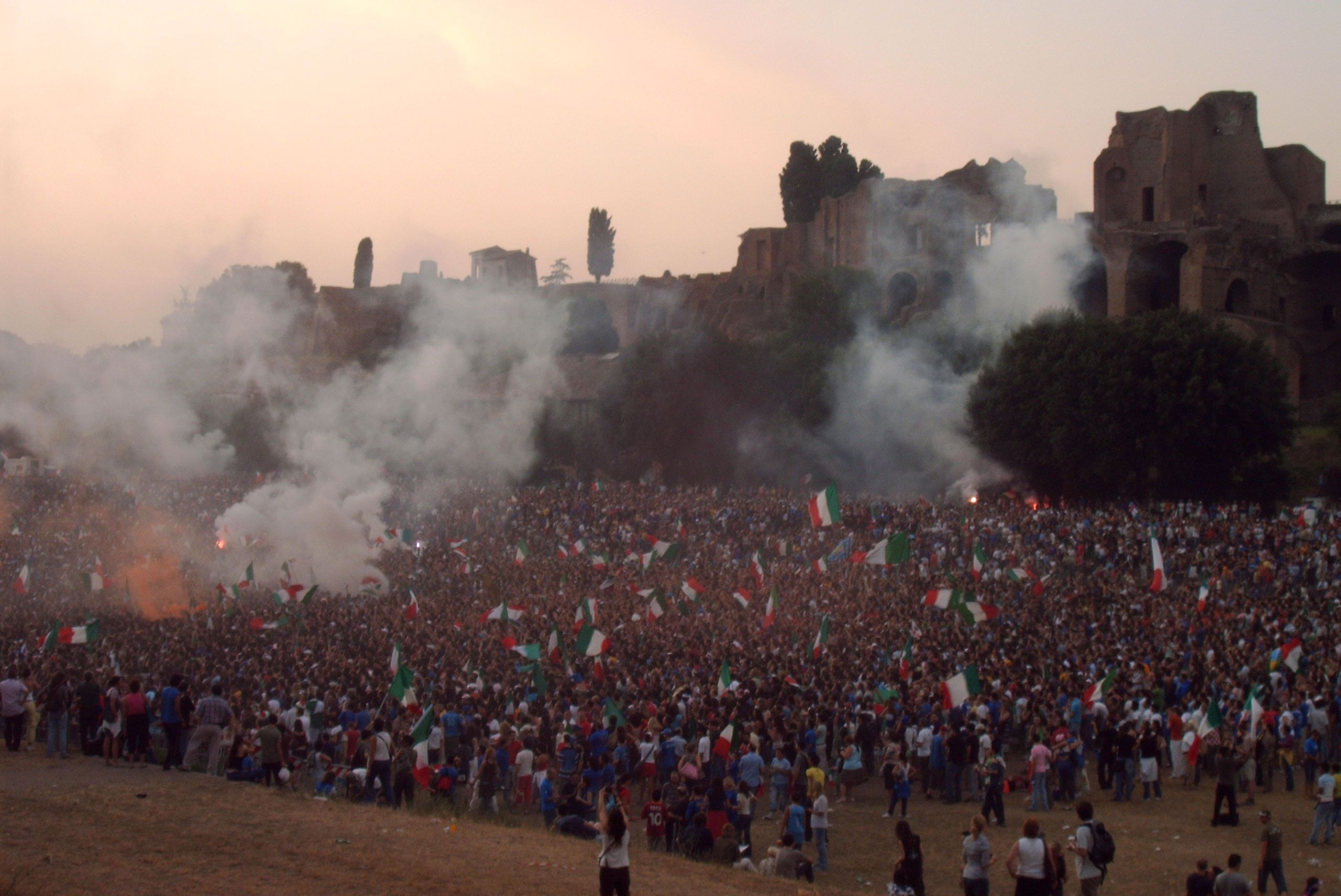
المشجعون الإيطاليون يحتفلون بانتصار منتخبهم الوطني في روما.

### التغطية الإعلامية
تعتبر بطولة كأس العالم لكرة القدم من أهم الأحداث في العالم، لذا تعد تغطية البطولة واحدة من أكبر الأحداث. تحقيقًا لهذه الغاية، شارك أكثر من 14000 شخص في نقل ونشر البطولة. يقع «مركز النقل الدولي» في ميونيخ.
مما لا شك فيه أن الوسيلة الرئيسية المستخدمة هي التلفزيون الذي بث الحدث الكامل بجودة التلفزيون عالي الوضوح لأول مرة. تم بيع حقوق النقل، التابعة لشركة Infront AG ، إلى سلاسل مختلفة في 205 دولة. في المجموع، يتم احتساب جمهور إجمالي يتجاوز 3 مليارات شخص، مما أدى إلى كسر علامات النقل التاريخية في مختلف البلدان، وخاصة تلك التي حصلت على مشاركة رياضية جيدة. على سبيل المثال، شهدت المباريات التي لعبتها أستراليا، وهي بلد بلا تقليد لكرة القدم، بأكثر من مليوني شخص خلال الساعات الأولى، وأصبحت أكثر البرامج مشاهدة لهذا العام حتى الآن. على عكس ما يحدث على شاشات التلفزيون، يكاد يكون من المستحيل ترخيص حقوق بث مباراة، لذا قام فيفا ببيع حقوقه ليكون «جهاز إرسال لاسلكي رسمي».

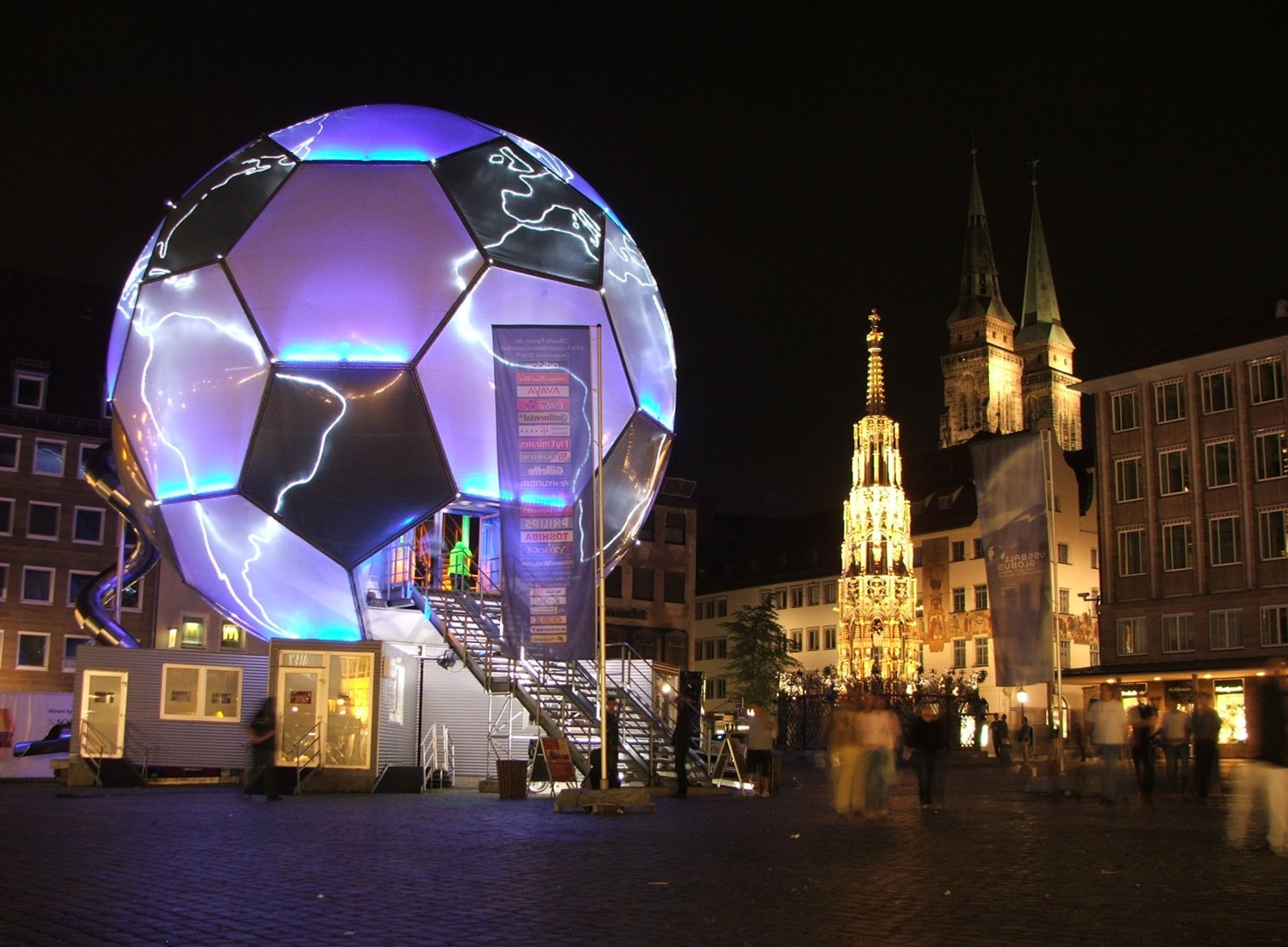
كرة القدم العالمية Fußball-Globus في نورمبرغ.

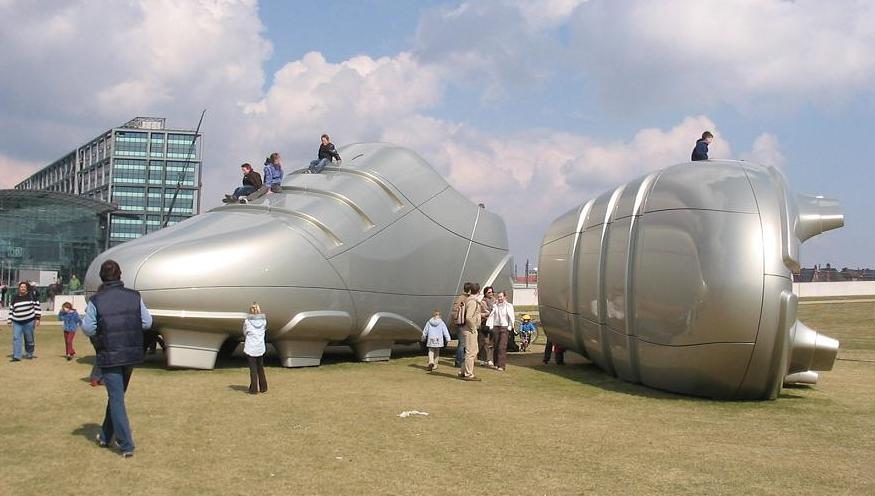
حذاء كرة القدم، جزء من سلسلة "ممشى الأفكار".

### الثقافة
أدى الاحتفال بنهائيات كأس العالم الثامنة عشرة لسلسلة من الفعاليات والأحداث الثقافية، مستفيدين من منصة وسائل الإعلام الكبيرة التي أحيت البطولة في ألمانيا وخارجها، وذلك بشكل رئيسي من خلال معهد جوته، الذي عقد المعارض لتاريخ كرة القدم في 127 بلدًا .
تم تركيب العديد من الأعمال الفنية المختلفة في ألمانيا للاحتفال بهذا الحدث، مثل Fußball-Globus (كرة القدم جلوب)، وهي عبارة عن تركيب متحرك على شكل كرة قام بجولة في المدن الـ12 المضيفة وحيث عُقدت لقاءات شعر واجتماعات أدبية ومنتديات نقاش. أثناء الليل ، بالإضافة إلى ذلك ، تم إضاءة شكل الكرة من خلال رسم شكل القارات حول العمل.
وكان مشروع آخر هو «ممشى الأفكار»، وهو عبارة عن سلسلة من ست منحوتات وضعت في المدن الرئيسية في ألمانيا التي مثلت بعض مساهمات ذلك البلد في تاريخ البشرية. تمثل التماثيل الستة حذاء كرة القدم، وتقدم الطب، والطباعة، والموسيقى الكلاسيكية، والسيارات، ونظرية النسبية.
في فرانكفورت، خلال الأيام التي سبقت نهائيات كأس العالم، تم إضاءة ناطحات السحاب في المدينة بصور وأشرطة فيديو لبعض أحداث كرة القدم التاريخية، كجزء من مشروع Skyarena.
خلال الأشهر السابقة، خططت اللجنة المنظمة في 7 يونيو (قبل يومين من الحدث الرياضي الأول) حفل الافتتاح مع العديد من الفنانين، بما في ذلك ديفيد باوي وفان موريسون وبريان إينو وبول سيمون. لم يتم تنفيذ هذا الحفل كما كان مخططا ، بسبب قرار الفيفا ، لتفادي إلحاق الضرر بحديقة الملعب الأولمبي في برلين. كما في البطولات السابقة ، أقيم حفل الافتتاح قبل المباراة الافتتاحية في ميونيخ. استمر 15 دقيقة ، حيث تم تقديم العديد من الراقصين الذين يرتدون الأزياء البافارية النموذجية والذين حضروا لاعبي كرة القدم من فرق كأس العالم طوال تاريخهم. خلال المباراة النهائية للبطولة، ظهر كل من بلاثيدو دومينغو وشاكيرا.
في المجال الموسيقي، خلال البطولة تم إصدار الألبوم أصوات من كأس العالم فيفا، مع موضوعات من فنانين مختلفين من مختلف أنحاء العالم.

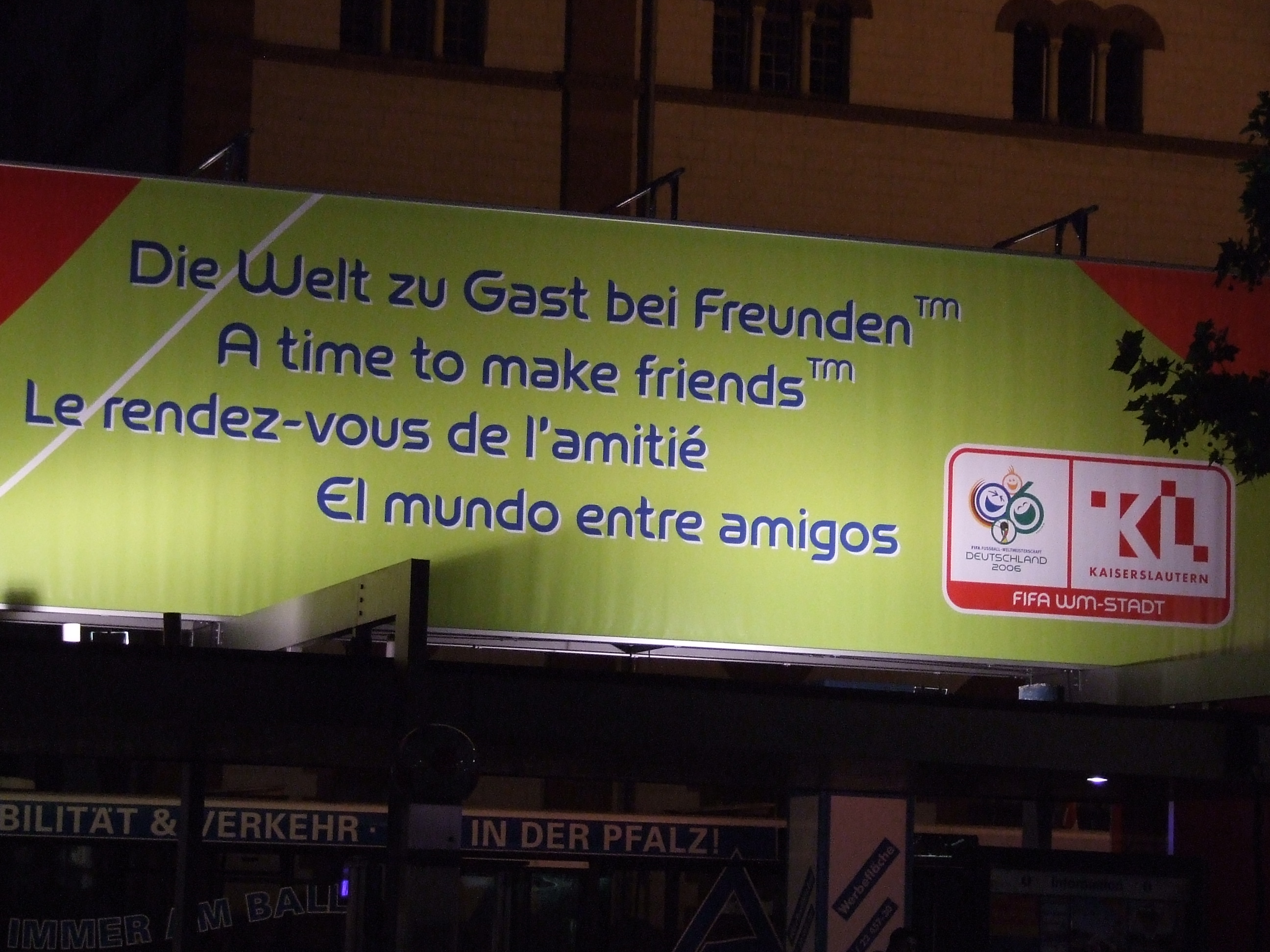
لافتة مع شعار Die Welt zu Gast bei Freunden بعدة لغات.

### رموز
تم اختيار سلسلة من الرموز لتمثيل المنافسة. مما لا شك فيه أن الرمز الأكثر تمثيلاً هو شعار البطولة، المعروف باسم الوجوه السعيدة لكرة القدم. تم إنشاء الشعار الذي تم تقديمه رسمياً في 12 فبراير / شباط 2003، من قبل الوكالة البريطانية البيت الأبيض (بالإنجليزية: Whitehouse)، المسؤولة أيضاً عن وضع شعار البطولة السابقة.في محاولة لمحاكاة تمثيلية الحلقات الأولمبية ، قررت فيفا اعتماد التصميم المعين لكأس الفيفا، الموجود في شعار عام 2002؛ باعتباره الرمز العالمي للبطولة، والذي أدرجه رسمياً لأول مرة في شعار ألمانيا 2006. بجانب هذا الرمز تظهر ثلاثة وجوه مبتسمة (هذا الشكل رقم 06) وفقًا لشعار الدورة.

ختم مع الشعار والملصق الرسمي للبطولة.

Die Welt zu Gast bei Freunden («العالم بين الأصدقاء» باللغة الإسبانية)، وشعار الرسمي للبطولة وقدم في 12 نوفمبر 2002. والهدف من شعار كان لإعطاء شعور من الدفء إلى بلدان أخرى من العالم على النقيض من الصورة النمطية التقليدية للبرودة الألمانية. أثناء الترشيح، كان الشعار هو Wir sehen uns im Herzen Europas، والذي يُعادل باللغة الإسبانية «أراك في قلب أوروبا».
من أجل انتخاب الملصق، عُقدت مسابقة عرض عليها ما يقرب من 900 تصميم. تقييم لجنة هذه المقترحات واختارت خمسة تصاميم اليابانية ماكوتو سايتو وكالات الدعاية والإعلان الألمانية فريدهيلم جرابوسكي Kommunikatios التصميم، سماوي، ونحن نفعل الاتصالات محدودة، ومجموعة الاتصالات شافهاوزن. تم استقبال أكثر من 50,000 صوت من الشعب الألماني من خلال الرسائل القصيرة والمكالمات الهاتفية لاختيار الملصق الرسمي، الذي صممه We Do Communication ، والذي يتكون من صورة لسماء الليل حيث تشكل النجوم كوكبة على شكل كرة قدم. وفقًا لمبدعيها ، يمثل الملصق النجوم التي يرغب جميع اللاعبين في الوصول إليها.

صورة الأسد جوليو، التميمة الرسمية للبطولة

كان النشيد الرسمي للبطولة في أغنية (بالإنجليزية: Zeit, dass sich was dreht) (للاحتفال باليوم) الذي قام به هيربرت جرونمير ومشاركة الثنائي المالي أمادو ومريم، في حين أن الأغنية الرسمية وقت من حياتنا، كان يؤديها ايل ديفو مع توني براكستون. بالإضافة إلى ذلك، تم اختيارموضوع شعبية أغنية شاكيرا (بالإنجليزية: (Hips Don't Lie (Bamboo version) ليكون بمثابة اللحن الرسمي للبطولة، تمهيدًا لبث 64 مباراة في جميع أنحاء العالم.

### التميمة
كان الأسد جوليو والذي يرتدي قميص ألمانيا مع عدد 06 (سنة البطولة) هو التميمة الرسمية لهذه البطولة، كلمة ليو هو الاسم اللاتيني للأسد في ألمانيا، «بيلل» هو مصطلح عامية لكرة القدم، وتم الكشف عن الأسد جوليو بوصفه تميمة كأس العالم يوم 13 نوفمبر 2004 خلال برنامج تلفزيوني ألماني كان يقدمه بيليه وفرانز بيكنباور.
كانت هذه التميمة محل انتقاد كبير لدى الألمان، وذلك لأن الأسد ليس بحيوان ألماني كذلك أن الأسد هو رمز لكلاً من إنجلترا (المنافس التقليدي) وهولندا، كما أثيرت انتقادات بسبب أن جوليو كان يرتدي قيمس ودون سروال، اقترح المصمم الشهير إريك سبيكمان أن التميمة كان ينبغي أن تكون نسر وهو الشعار الشعبي للألمان، أو حتى السنجاب باعتباره رمزا للأمة. كما تم إضافة انخفاض مبيعات السلع المرتبطة بهذا الرقم: الشركة التي لديها حقوق بيع جوليو السادس أعلنت إفلاسها بعد أن وصلت المبيعات إلى 14 مليون يورو تقريبًا ، عندما كانت ميزانيتها أكثر من 30 مليونًا.

## هوامش
- * زائد ساعتين عن توقيت غرينيتش (GMT+2)
- ر.ت. انتهت المبارة بالتعادل خلال الوقت الأصلي والشوطين الإضافيين فلجؤوا لركلات الترجيح.
- م1 نفس الترتيب مع الفريق السابق لتساويه معه في كل شئ.
- م2 نفس الترتيب مع الفريق السابق لتساويه معه في كل شئ.
- م3 مجموع هذه الخانة يجب أن يقسم دائماً على اثنين حتى نحصل على العدد الصحيح للمباريات المنتهية بالتعادل.

## وصلات خارجية
- الموقع فيفا الرسمي
- صفحة البطولة على موقع الفيفا
- موقع الدراسات والإحصائيات الرياضية
- موقع بلات وورد كب
- رعاة البطولة

1. ↑  As hosts, Germany were automatically assigned to the first position in Group A.